# Великий міжамериканський обмін

Приклади американських видів, що мігрували в обох напрямках. Оливково-зеленим кольором позначені силуети північноамериканських тварин, що походять з Південної Америки, а синім кольором — південноамериканські види, що походять з Північної Америки.

Великий міжамериканський обмін — важлива пізньокайнозойська палеозоографічна подія, в ході якої відбувся біологічний обмін видами між фаунами Північної та Південної Америки. Представники наземної та прісноводної фауни мігрували з Північної до Південної Америки та навпаки через Центральну Америку, коли вулканічний Панамський перешийок піднявся з морського дна та утворив міст між раніше розділеними континентами. Хоча епізоди обміну фаунами відбувалися й раніше, ймовірно водними шляхами, пік міграції відбувся приблизно 2,7 мільйони років тому під час П'яченцького ярусу. Великий міжамериканський обмін призвів до об'єднання неотропічної (південноамериканської) та неарктичної (північноамериканської) біогеографічних областей. Наслідки обміну прослідковуються як у біостратиграфії, так і у природі (неонтології). Найбільш драматично обмін вплинув на зоогеографію ссавців, але він також дав можливість мігрувати плазунам, амфібіям, членистоногим, слаболітаючим або нелітаючим птахам і навіть прісноводним рибам. Проте прибережна та морська біота постраждали від об'єднання Америк: утворення Центральноамериканського перешийка спричинило Великий Американський розкол — ізоляцію Карибського басейну від Тихого океану з подальшою диверсифікацією та вимиранням видів.
Великий міжамериканський обмін вперше був згаданий "батьком біогеографії" Альфредом Расселом Воллесом у 1876 році. Воллес провів п'ять років, досліджуючи та збираючи зразки в Амазонії. Серед інших дослідників, які у наступному столітті зробили значний внесок у розуміння цієї події, слід відзначити Флорентіно Амегіно, В. Д. Метью, В. Б. Скотта, Браяна Паттерсона, Джорджа Гейлорда Сімпсона та С. Девіда Вебба. Генрі Ферфілд Осборн у 1910 році вперше визначив пліоцен як час формування зв'язку між Північною та Південною Америкою.
Аналогічні обміни фаунами відбулися раніше в кайнозої, коли ізольовані до цього масиви суходолу Індії та Африки зіштовхнулися з Євразією приблизно 56 і 30 мільйонів років тому відповідно.

## Перед обміном

### Ізоляція Південної Америки
Після розпаду Гондвани у пізньому мезозої Південна Америка більшу частину кайнозойської ери існувала як острівний континент, ізоляція якого дозволила фауні материка еволюціонувати у багато ендемічних форм, більшість з яких наразі вимерли. Ендемічні ссавці Південної Америки спочатку були представлені переважно метатеріями (Metatheria) (сумчастими (Marsupialia) та спарассодонтами (Sparassodonta)), неповнозубими (Xenarthra) та різноманітними місцевими унгулятами або копитними, відомими як меридіунгуляти або південноамериканські копитні (Meridiungulata): нотоунгулятами або "південними копитними" (Notoungulata), літоптернами (Litopterna), астрапотеріями (Astrapotheria), піротеріями (Pyrotheria) та ксенунгулятами (Xenungulata). У палеоцені в Південній Америці також мешкала низка не-терієвих ссавців — однопрохідні (Monotremata), гондванатерії (Gondwanatheria), дріолестіди (Dryolestida) та, можливо, цимолодонти (Cimolodonta) з ряду багатогорбкозубих (Multituberculata). Однак жодна з цих груп не була достатньо різноманітною, і більшість з них не проіснували тривалий час; деякі групи, такі як некролести (Necrolestes) та патагонії (Patagonia), вимерли ще у міоцені.
Найімовірніше, сумчасті виникли в Південній Америці і мігрували в Австралію через Антарктиду сухопутним шляхом у пізньому крейдовому періоді або ранньому палеогені. Було виявлено, що деревний дромер або моніто-дель-монте (Dromiciops gliroides), сучасна південноамериканська сумчаста тварина, більш споріднена з австралійськими сумчастими (Australidelphia), а не з рештою південноамериканських сумчастих (Ameridelphia), однак цей вид найбільш базальний серед усіх австралодельфів, що означає, що австралодельфи також виникли у Південній Америці, а потім поширилися до Австралії після того, як дромери відокремилися від них. Натомість монотрематум (Monotrematum sudamericanum), схожа на качкодзьоба однопрохідна тварина, знайдена у відкладах з Патагонії віком 61 млн років, може являти собою австралійського імігранта до Південної Америки. Безкілеві птахи також могли здійснити подібну міграцію приблизно в той же час до Австралії та Зеландії. Серед інших таксонів, які, можливо, розповсюдилися тим самим шляхом (якщо не через політ або океан), науковці називають папуг (Psittaciformes), змієшиїх черепах (Chelidae) та вимерлих черепах мейоланій (Meiolaniidae).
У Південній Америці залишилися такі сумчасті, як опосумоподібні (Didelphimorphia), ценолестоподібні (Paucituberculata) та мікробіотерієві (Microbiotheriidae). Також на континенті мешкали їх великі хижі родичі — боргієніди (Borhyaenidae) та шаблезубі тилакосміліди (Thylacosmilidae), однак ці спарассодонтові метатерії не вважаються справжніми сумчастими. З часом чисельність великих хижих метатеріїв зменшилася, і до того, як у Південній Америці з'явилися хижі (Carnivora), деякі представники опосумів, зокрема тилофоропси (Thylophorops), тимчасово досягли великих розмірів і важили близько 7 кг.
Метатерії та деякі неповнозубі хижі броненосці (Macroeuphractus) були єдиними південноамериканськими ссавцями, які спеціалізувалися на поїданні м'яса. Їх відносна неефективність створила можливості для того, щоб хижаки, які не є ссавцями, відігравали більш помітну роль, ніж зазвичай (подібно до ситуації в Австралії). Спарассодонти та велетенські опосуми ділили екологічну нішу великих хижаків із страхітливими нелітаючими птахами з родини фороракосових (Phorusrhacidae), найближчими живими родичами яких є каріами (Cariamidae). У Північній Америці в ранньому кайнозої також існували великі наземні хижі птахи з родини баторнісових (Bathornithidae), які були родичами фороракосів, але вони вимерли до події ВМО, у ранньому міоцені, приблизно 20 мільйонів років тому. У небі над пізньоміоценовою (приблизно 6 мільйонів років тому) Південною Америкою ширяв один із найбільших відомих літаючих птахів — велетенський аргентавіс (Argentavis magnificens) з родини тераторнових (Teratornithidae), розмах крил якого був 6 м або більше, і який, можливо, поїдав рештки тварин, вбитих сумчастими шаблезубими левами (Thylacosmilus). З середини міоцену до межі міоцену та пліоцену на континенті мешкали наземні крокодилоподібні метазухії з родини себекових (Sebecidae), що вирізнялись зифодонтними зубами. Деякі з водних південноамериканських крокодилів, зокрема грипозухи (Gryposuchus), муразухи (Mourasuchus) та пурусзаври (Purussaurus) досягали велетенських розмірів — до 12 м, що співставно з найбільшими мезозойськими крокодилоподібними. Поряд з ними зустрічалися одні з найбільших черепах усіх часів — 3,3-метрові ступендемуси (Stupendemys).
Неповнозубі (Xenarthra) — це цікава група ссавців, представники якої розвинули морфологічні адаптації до спеціалізованих дієт на дуже ранньому етапі своєї історії. Окрім тих неповнозубих, що дожили до сучасності — броненосців (Dasypodiformes), мурахоїдів (Vermilingua) та деревних лінивців (Pilosa), раніше у Південній Америці існували велетенські пампатерії (Pampatheriidae), гліптодонти (Glyptodontinae), схожі на стародавніх анкілозаврів, хижі броненосці (Macroeuphractus), гігантські наземні лінивці, деякі з яких, зокрема мегатерії (Megatherium), досягали розмірів слона, і навіть напівводні морські лінивці (Thalassocnus).
Серед південноамериканських нотоунгулятів (Notoungulata) та літоптернів (Litopterna) було багато дивних створінь, таких як макраухенії (Macrauchenia), верблюдоподібні літоптерни з маленьким хоботом. Представники цих груп часто демонстрували приклади паралельної або конвергентної еволюції: однопалі тоатерії (Thoatherium) мали ноги, як у коня, пахірукоси (Pachyrukhos) нагадували кроликів, гомалодотерії (Homalodotherium) були напівдвоногі і пазуристі, як халікотерії (Chalicotheriidae), а рогаті трігодони (Trigodon) були схожими на носорогів. Обидві групи, можливо, походять від кондилярт (Condylarthra), розпочали еволюцію в нижньому палеоцені. Перед ВМО їх чисельність скоротилася, а остаточно вони вимерли наприкінці плейстоцену. Піротерії (Pyrotheria) та астрапотерії (Astrapotheria) також були дивними південноамериканськими ендеміками, але вони були менш різноманітні і зникли раніше, задовго до ВМО.
Фауна Північної Америки до ВМО була представлена типовими бореотеріями (Boreoeutheria), зокрема парнокопитними (Artiodactyla), непарнокопитними (Perissodactyla), хижими (Carnivora), гризунами (Rodentia) та зайцеподібними (Lagomorpha), а також включала хоботних (Proboscidea) з надряду афротеріїв (Afrotheria).

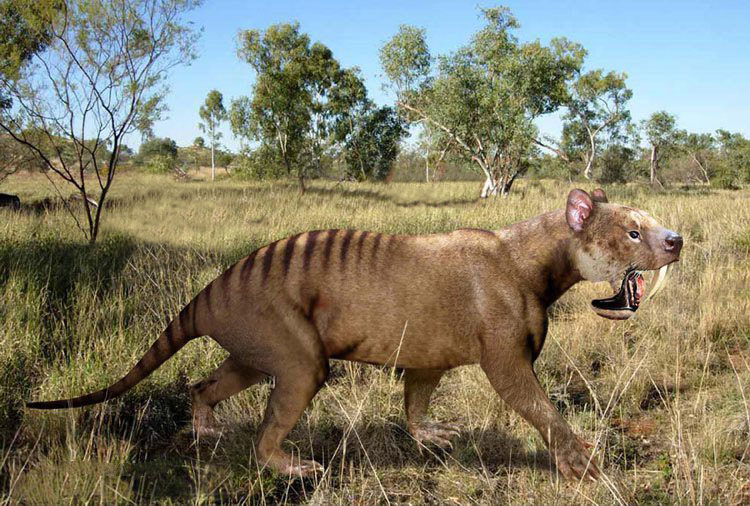
Тилакосмілус (Thylacosmilus) — представник спарассодонтів
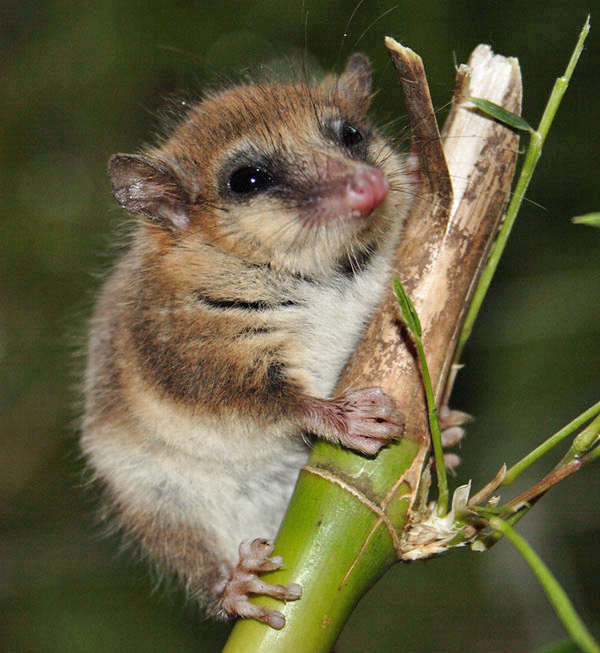
Деревний дромер (Dromiciops gliroides), єдиний південноамериканський представник сумчастих з групи австралодельфів
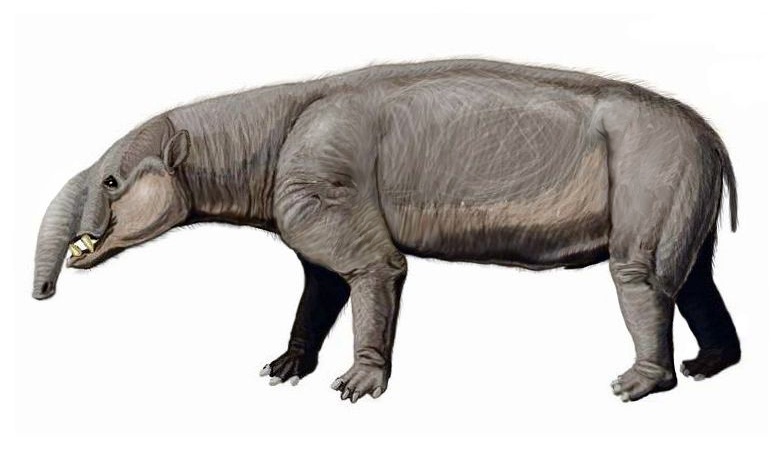
Великий астрапотерій (Astrapotherium magnum) — типовий представник астрапотеріїв
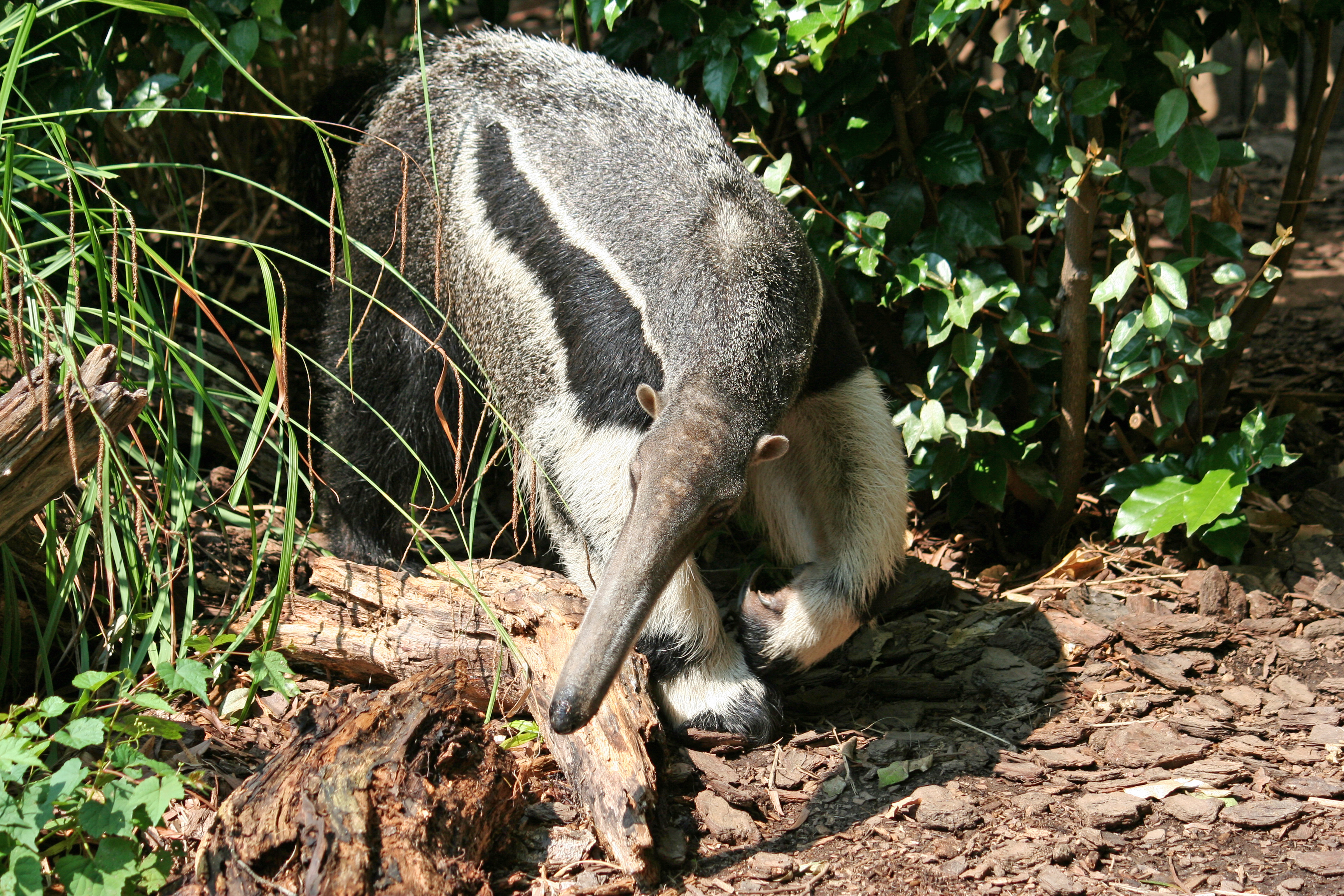
Великий мурахоїд (Myrmecophaga tridactyla) — найбільший живий нащадок ранньокайнозойських південноамериканських ссавців
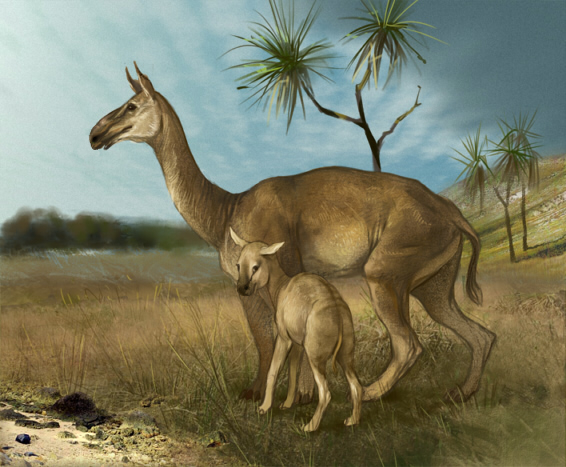
Макраухенія (Macrauchenia) — представник літоптернів

### Океанічне розселення до Великого обміну

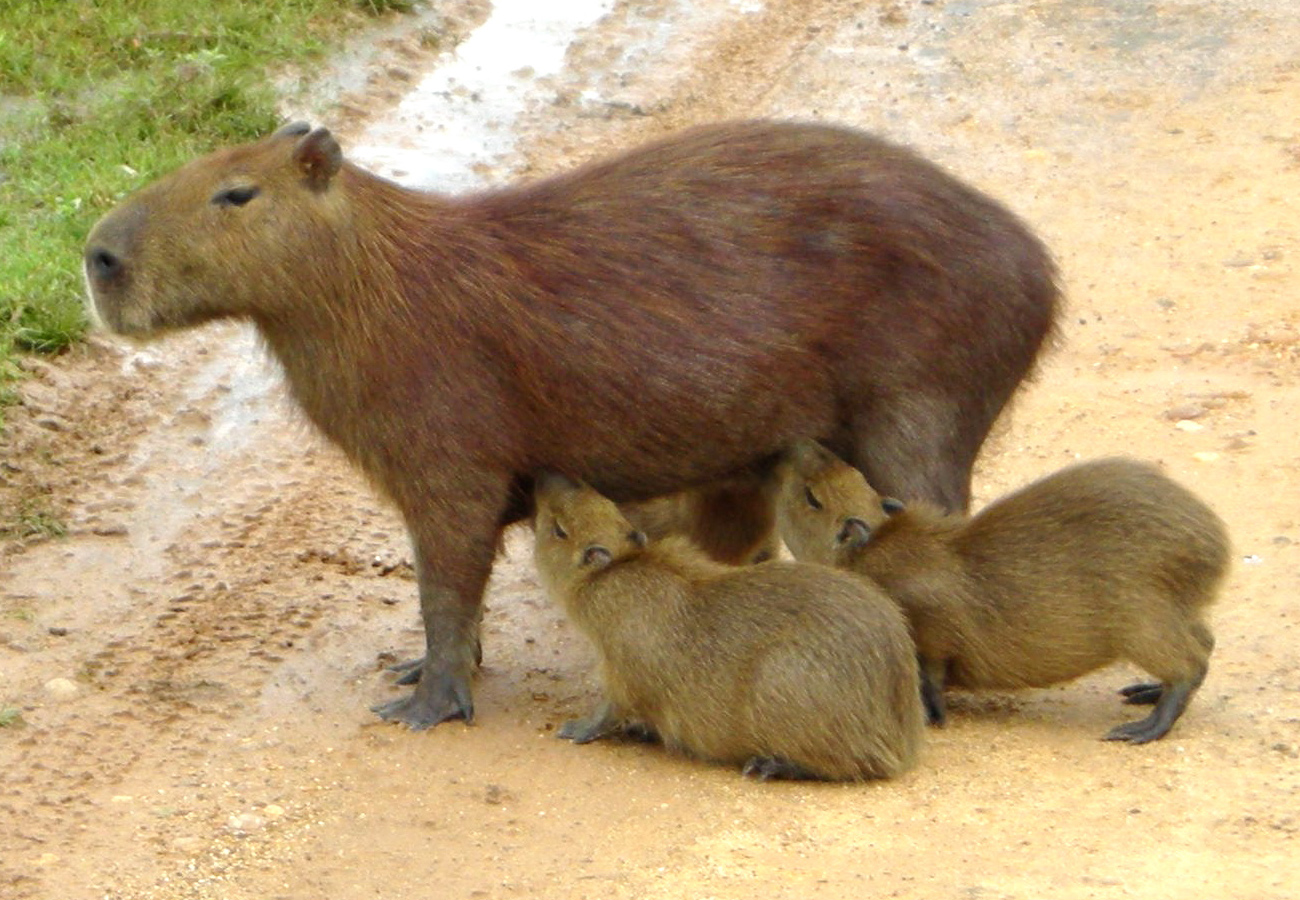
Велика капібара (Hydrochoerus hydrochaeris)

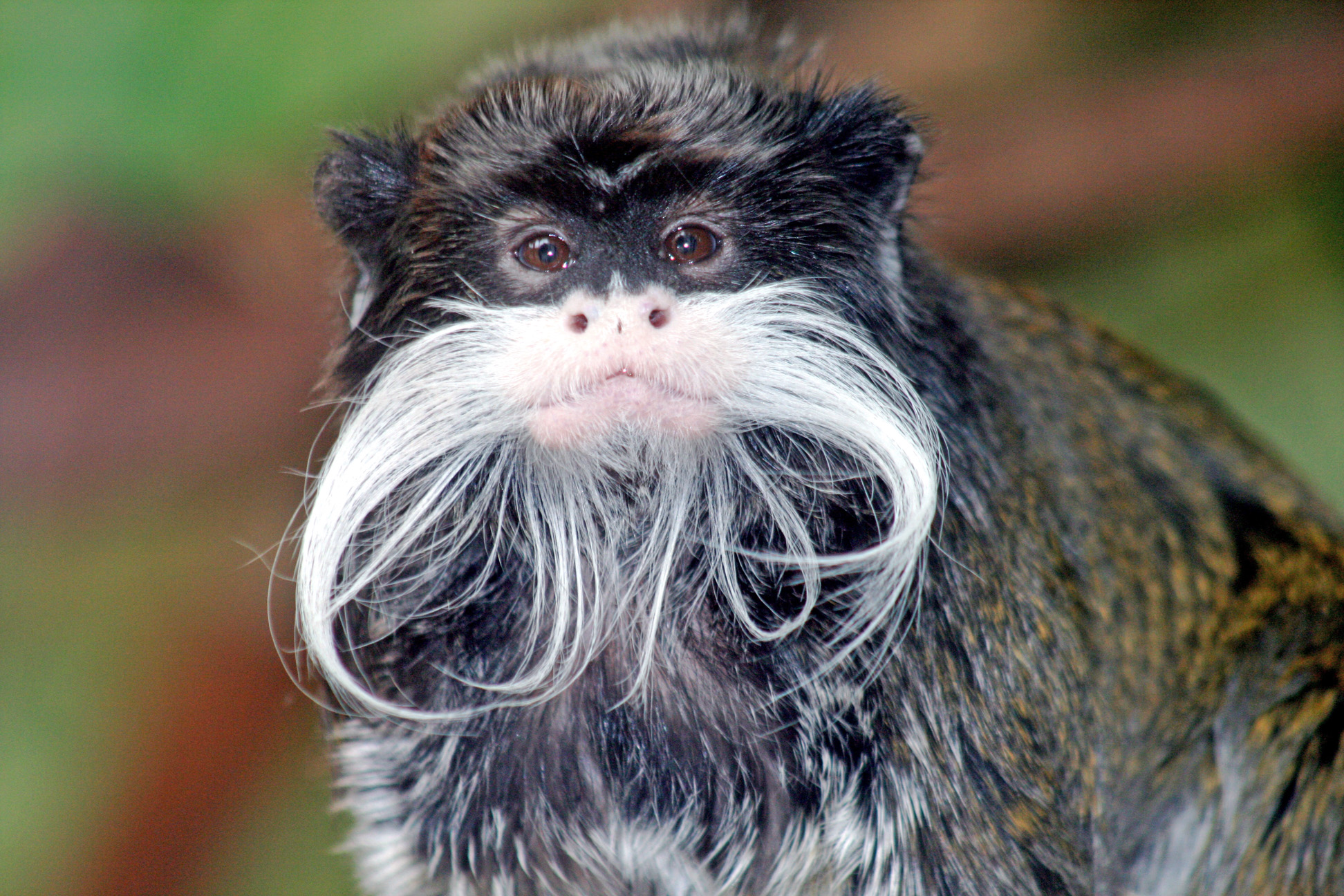
Імператорський тамарин (Saguinus imperator)

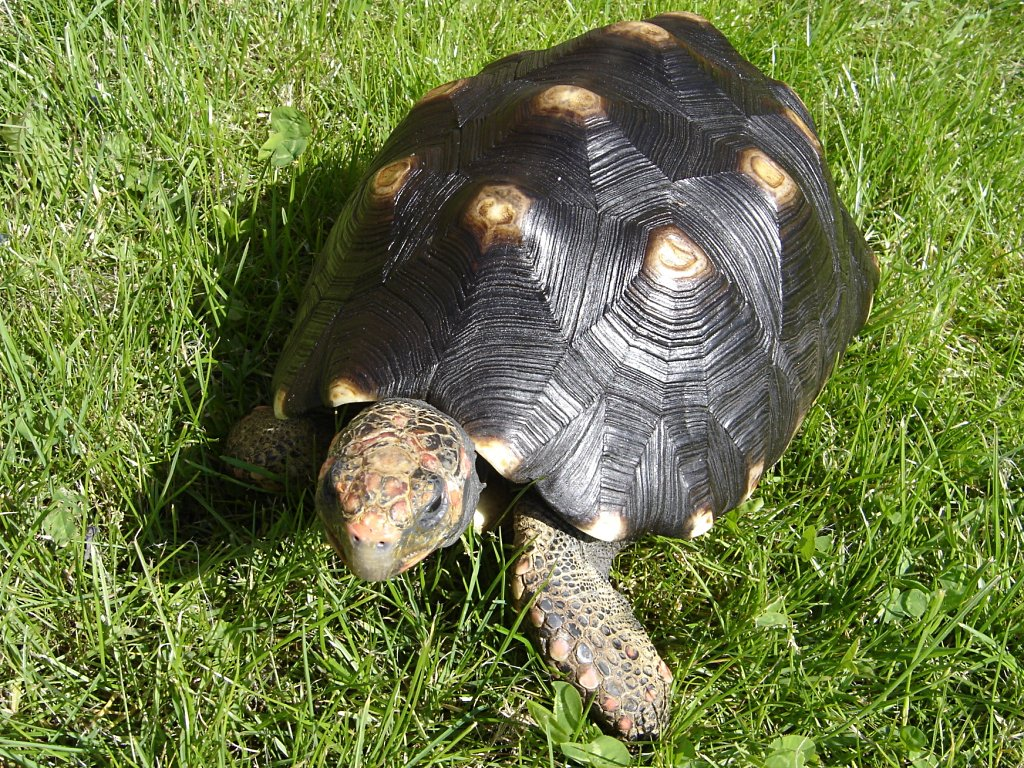
Вугільна черепаха (Chelonoidis carbonarius)

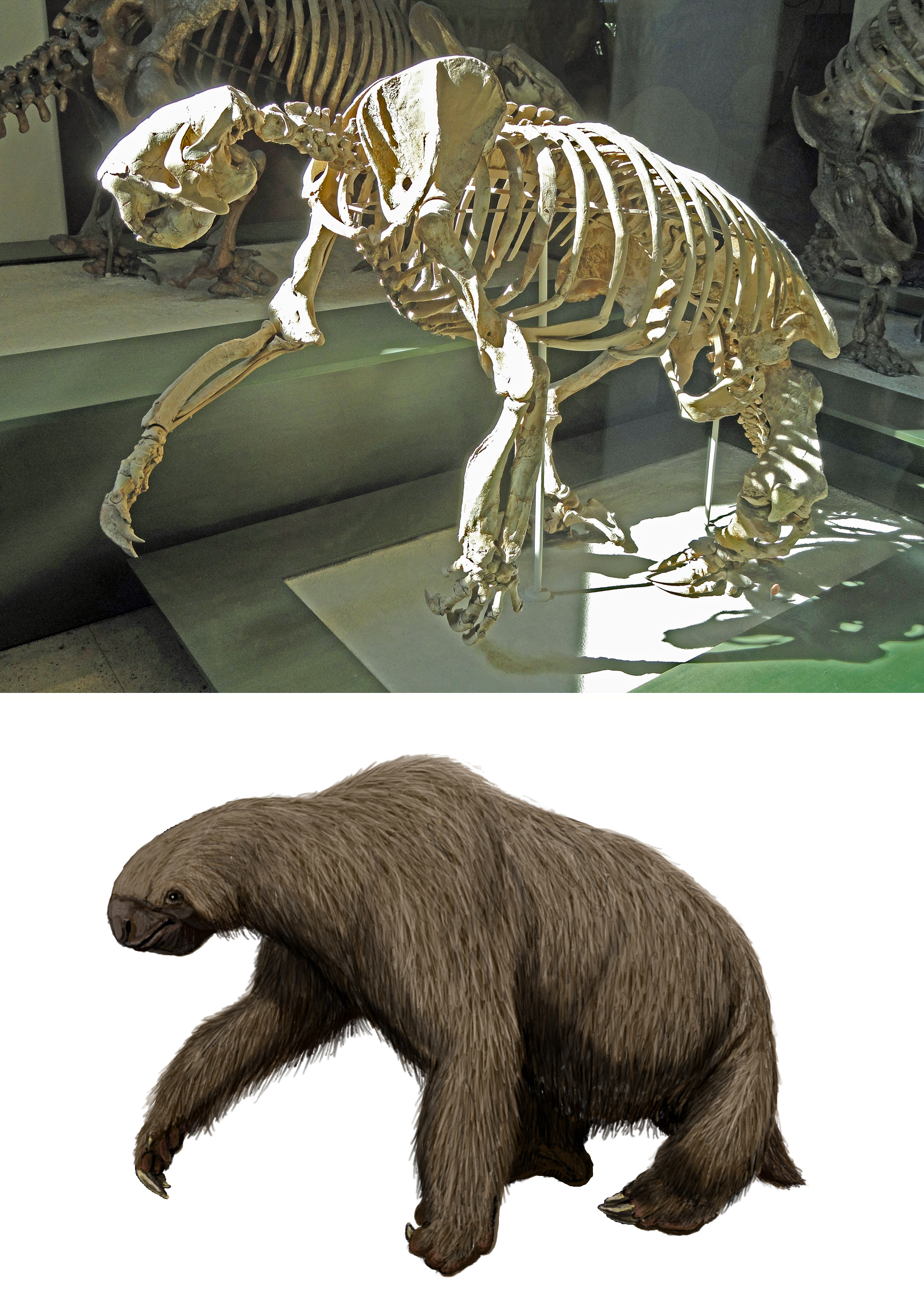
Велетенський лінивець (Megalonyx wheatleyi)

У середині еоцену, приблизно 40 млн років тому, задовго до ВМО, до Південної Америки прибули кавієвиді гризуни (Caviomorpha). Їхня подальша бурхлива диверсифікація витіснила деяких дрібних сумчастих південноамериканських тварин і породила, зокрема, капібар (Hydrochoerinae), шиншил і віскач (Chinchillidae) та голкошерстів або американських дикобразів (Erethizontidae). Незалежний розвиток голок у американських голкошерстів та їжатців (Hystricidae) зі Старого Світу є ще одним прикладом паралельної еволюції.
Гризуни, найімовірніше, прибули до Південної Америки з Африки. Шлях із Західної Африки до Північно-Східної Бразилії тоді був набагато коротшим через дрейф континентів. Можливо, шлях гризунів до Південної Америки проходив через острови Святого Петра і Павла або інші острови в Атлантичному океані і був обумовлений західними океанічними течіями. Принаймні одна запліднена самиця, або, скоріше, група тварин, могла випадково перетнути океан на корягах або мангровому плоту. Хутії (Capromyinae) таким чином колонізували Кариби аж до Багам, досягнувши Великих Антильських островів на початку олігоцену. З часом деякі кавієвиді гризуни еволюціонували у більші форми, які конкурували з деякими місцевими південноамериканськими копитними, що, можливо, сприяло поступовому скороченню різноманіття останніх після початку олігоцену. У пліоцені деякі кавієвиді, зокрема хосеартігасії Монеса (Josephoartigasia monesi) досягали ваги 500 кг або більше.
Після гризунів, приблизно 36 мільйонів років тому, з Африки до Південної Америки прибули примати (Primates). Це мали б бути доволі невеликі тварини, які могли б перетнути океан на плотах. Однак, незважаючи на те, що на новому континенті у мавп було мало ефективних конкурентів, всі існуючі мавпи Нового світу (Platyrrhini), схоже, походять від групи, яка потрапила до Південної Америки набагато пізніше, у ранньому міоцені, приблизно 18 млн років тому. Після цього мавпи заселили Кубу (Paralouatta), Гаїті (Antillothrix bernensis) та Ямайку (Xenothrix mcgregori). Знахідка семи зубів капуцинів (Cebidae) віком 21 мільйон років у Панамі свідчить про те, що до того часу південноамериканські мавпи перетнули морський шлях, що розділяв Центральну та Південну Америку. Однак вважається, що всі існуючі центральноамериканські мавпи походять від значно пізніших мігрантів, і поки немає жодних доказів того, що ці ранні центральноамериканські капуцини створили велику чи довготривалу популяцію, можливо, через брак відповідних середовищ проживання в тропічних лісах у той час.
Скам'янілості укаяліпітека (Ucayalipithecus perdita), виявлені в перуанській Амазонії у 2020 році, вказують на іншу групу африканських мавп, яка також потрапила до Південної Америки та принаймні на короткий час колонізувала її. Морфологічний аналіз цих викопних решток, що датуються раннім олігоценом, показав, що укаяліпітек належав до родини парапітекових (Parapithecidae) афро-аравійського походження, особливості зубів яких значно відрізняються від особливостей південноамериканських широконосих мавп. Найближчими відомими родичами укаяліпітека є катранії (Qatrania), рештки яких виявлені у Фаюмській оазі в Єгипті. У Старому світі парапітекові, як вважається, вимерли у пізньому олігоцені. Крім того, у 2023 році в Амазонії було виявлено рештки ашанінкацебуса (Ashaninkacebus simpsoni) — мавпи з родини еосимідових (Eosimiidae), представники якої були поширені переважно у Південній Азії. Таким чином до Південної Америки мігрували представники трьох груп мавп, з яких до сучасності дожили лише широконосі (Platyrrhini). Як і кавієвиді гризуни, сучасні південноамериканські мавпи вважаються кладою (тобто монофілетичною групою).
Дивовижно те, що нащадки тих небагатьох обдертих "бродяг", які виповзли на берег Південної Америки із плотів з африканського рослинного сміття, тепер більш ніж удвічі переважають за кількістю видів нащадків всіх нелітаючих ссавців, які раніше проживали на континенті (372 види кавієвидих гризунів і широконосих мавп проти 136 видів південноамериканських сумчастих і неповнозубих).
Багато південноамериканських рукокрилих (Chiroptera) прибули з Африки приблизно в той самий період, можливо, перелітаючи від острова до острова. Вважається, що зайцегубуваті кажани (Noctilionoidea), до яких входять представники сучасних родин Фурієкрилові (Furipteridae), Мормопсові (Mormoopidae), Зайцегубові (Noctilionidae), Листконосові (Phyllostomidae) та Дискокрилові (Thyropteridae), заселили Південну Америку з Африки в еоцені, можливо, через Антарктиду. Подібним чином, кажани з родини молосових (Molossidae), заселили Південну Америку з Африки в ході п'яти хвиль міграції, починаючи з еоцену. Молекулярні дослідження показали, що мішкокрилові (Emballonuridae) також мігрували до Південної Америки з Африки приблизно 30 млн років тому. Лиликові (Vespertilionidae) заселили континент в ході п'яти хвиль міграцій з Північної Америки та однієї з Африки. Вважається, шо найпізнішими континент заселили Лійковухові (Natalidae), які прибули в пліоцені з Північної Америки через Кариби.
Черепахи (Testudines) також прибули до Південної Америки в олігоцені. Довгий час вважалося, що вони походять з Північної Америки, але нещодавній порівняльний генетичний аналіз прийшов до висновку, що південноамериканські сухопутні черепахи (Chelonoidis) насправді найбільш близькі до африканських циніксів (Kinixys). У міграціях через океан черепахам допомагає їхня здатність плавати з піднятою головою та виживати до шести місяців без їжі чи води. З Південної Америки черепахи пізніше колонізували Кариби та Галапагоські острови. Кілька клад американських геконів (Gekkota), здається, потрапили до Південної Америки з Африки у палеогені та неогені. Сцинки зі споріднених родів Мабуя (Mabuya) та Африканська мабуя (Trachylepis) потрапили до Південної Америки та островів Фернанду-ді-Норонья протягом останніх 9 мільйонів років. Дивно, однак південноамериканські риючі амфісбени (Amphisbaenia) та сліпуни (Scolecophidia) також, здається, походять з Африки, як і гоацини (Opisthocomiformes), птахи, які наразі зустрічаються лише у південноамериканських дощових лісах.
Традиційно вважається, що першими ссавцями, які прибули до Південної Америки з Північної Америки, були представники родини ракунових (Procyonidae), які мігрували через Центральну Америку та низку островів приблизно 7,3 мільйони років тому, ще до того, як утворився сухопутний міст через Панамський перешийок. Ракунові, зокрема собаконосухи (Cyonasua), були першими плацентарними хижаками на південноамериканському континенті. З часом вони диверсифікувалися у нові групи, такі як ведмедеподібні чапалмаланії (Chapalmalania), які наразі вимерли. Всі сучасні роди ракунових, здається, походять з Північної Америки. Перші південноамериканські ракунові, можливо, сприяли вимиранню себекових крокодилів, поїдаючи їх яйця, але ця точка зору не є доведеною. За ракуновими послідували свинорилі скунси (Conepatus) та сигмодонтові або бавовникові хом'яки (Sigmodontinae), які сплавлялися на плотах або переміщувалися вд острова до острова. Триба рисових хом'яків (Oryzomyini) з підродини сигмодонтових колонізувала Малі Антильські острови аж до Ангільї.
Деякі дослідники припускають, що деякі великі неарктичні травоїдні ссавці насправді досягли Південної Америки ще 9-10 мільйонів років тому, у пізньому міоцені, через ранній, не до кінця сформований сухопутний міст. Інші дослідники сприйняли ці твердження, засновані на скам'янілостях, знайдених у річках на південному заході Перу, з обережністю через відсутність підтверджуючих знахідок з інших місць і той факт, що майже всі зразки, про які йде мова, були зібрані як плаваючі в річках, майже без стратиграфічного контролю. Ці таксони включають гомфотеріїв (Amahuacatherium), пекарі (Sylvochoerus та Waldochoerus), тапірів та сурамериксів (Surameryx) з родини палеомерицидових. Ідентифікація амауакатерія (Amahuacatherium) і датування його місцезнаходження суперечливі; низка дослідників розглядає його як неправильно класифіковану скам'янілість іншого гомфотерія — нотіомастодона (Notiomastodon), а біостратиграфія датує шари, з яких він походить, як плейстоценові. Рання дата, запропонована для сурамерикса (Surameryx), також була зустрінута скептично.
Гігантські лінивці з родин Мегалоніксові (Megalonychidae) та Мілодонтові (Mylodontidae) заселили Північну Америку 9 мільйонів років тому, переміщуючись з острова на острів. Базальна група лінивців колонізувала Антильські острови ще раніше, у ранньому міоцені. Натомість наземні лінивці з родин Мегатерієві (Megatheriidae) та Нотротерієві (Nothrotheriidae) мігрували до Північної Америки лише після остаточного формування Панамського перешийка. 5 мільйонів років тому з Південної до Північної Америки мігрували жахливі птахи фороракоси (Phorusrhacidae), можливо, також переміщуючись між островами.
Карибські острови були переважно заселені видами південноамериканського походження через переважаючий напрямок океанічних течій, а не внаслідок конкуренції між північно- та південноамериканськими групами. За винятком Ямайки, рисові хом'яки (Oryzomyini) змогли потрапити на Кариби лише після того, як вони заселили Південну Америку.

## Великий міжамериканський обмін та його наслідки

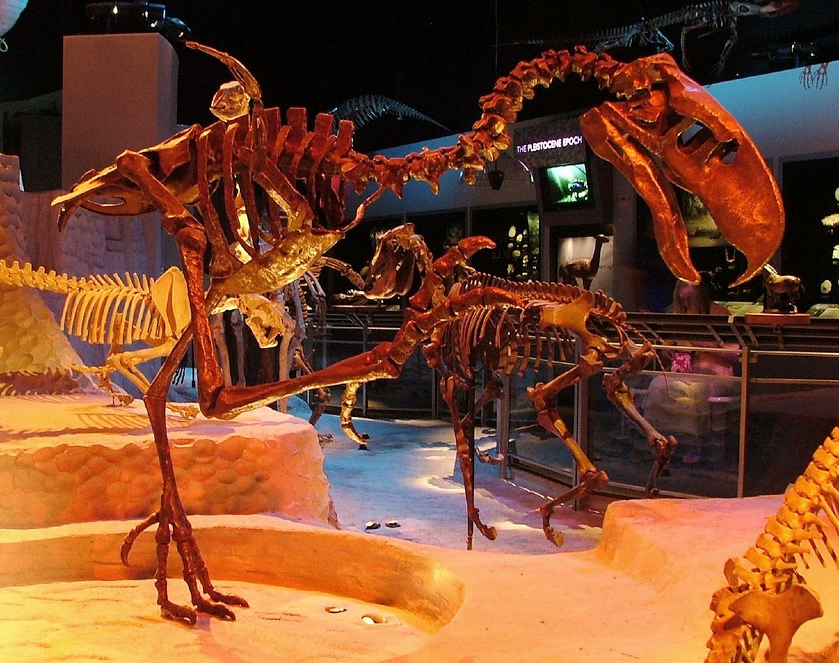
Титаніс (Titanis walleri), єдиний відомий північноамериканський фороракос

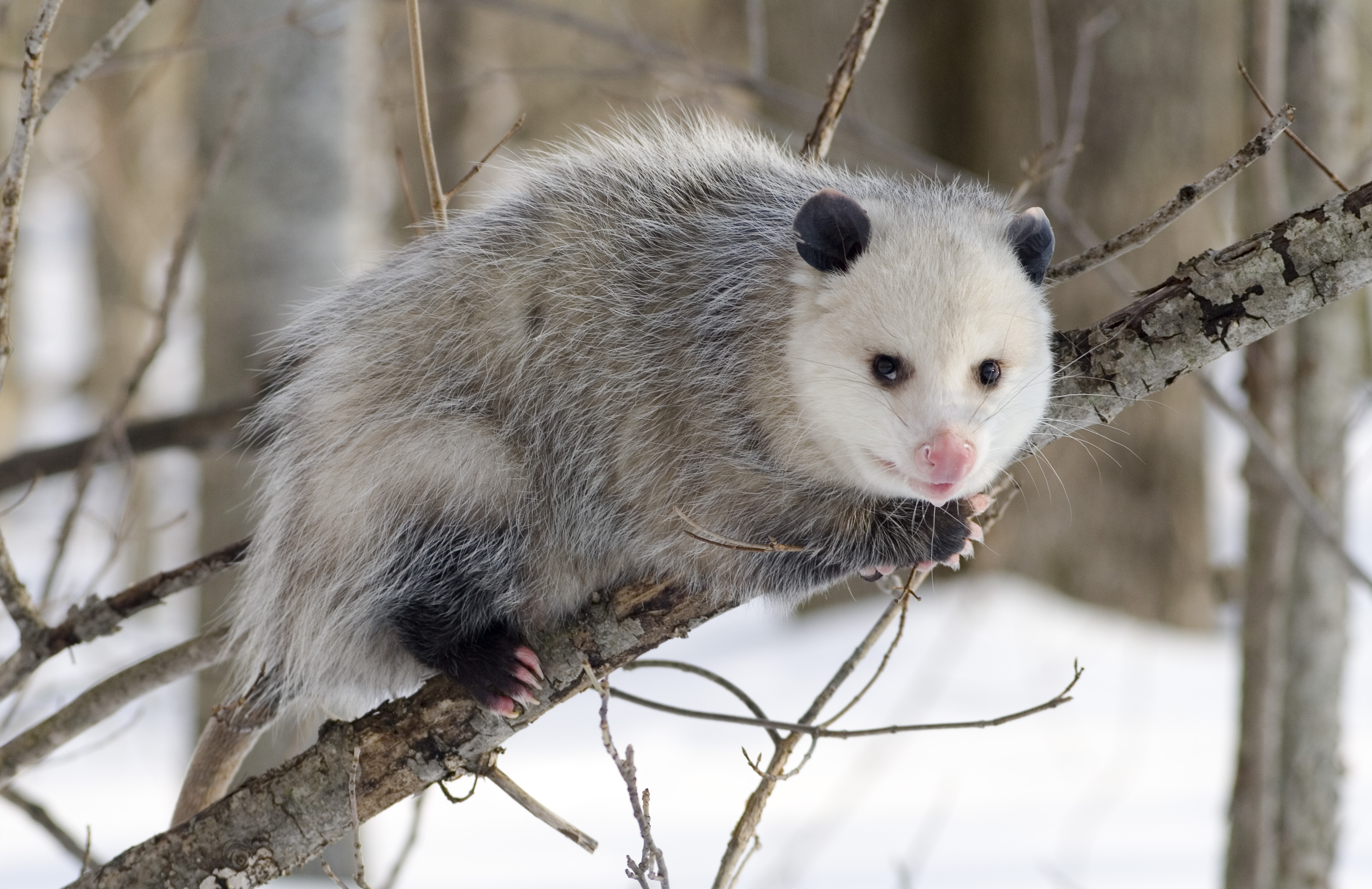
Віргінський опосум (Didelphis virginiana), єдина сумчаста тварина у помірній зоні Північної Америки

Утворення Панамського перешийка призвело до останньої, наймасштабнішої хвилі міграції — Великого міжамериканського обміну, який почався приблизно 2,7 млн років тому. З Північної до Південної Америки мігрували копитні, зокрема верблюдові (Camelidae), тапірові (Tapiridae), оленеві (Cervidae) та коневі (Equidae), хоботні, зокрема гомфотерієві (Gomphotheriidae), хижі, зокрема котові (Felidae), такі як пуми (Puma), пантери (Panthera) та махайроди (Machairodontinae), псові (Canidae), мустелові (Mustelidae), ракунові (Procyonidae) та ведмедеві (Ursidae), а також різноманітні гризуни (Rodentia). У зворотньому напрямку, з Південної до Північної Америки рушили наземні лінивці (Pilosa), фороракосові (Phorusrhacidae), гліптодонтові (Glyptodontinae), пампатерієві (Pampatheriidae), капібари (Neochoerus pinckneyi) та міксотоксодони (Mixotoxodon) з групи нотоунгулятів — єдині південноамериканські копитні, які, як відомо, заселили Центральну Америку.
Загалом початково міграція була симетричною. Пізніше, однак, неотропічні види виявилися набагато менш успішними, ніж неарктичні. Ця різниця в успішності проявлялася у кількох формах. Тварини, що мігрували на північ, часто були не в змозі конкурувати за ресурси так добре, як північноамериканські види, які вже займали ті самі екологічні ніші; ті, що все-таки закріпилися, не змогли значно диверсифікуватися, і в деяких випадках незабаром вимерли. Натомість північноамериканські види, що мігрували на південь, змогли закріпитися у великій кількості та значно диверсифікувалися. Вважається, що вони спричинили вимирання значної частини південноамериканської фауни, тоді як жодне вимирання у Північній Америці не пов'язане напряму з південноамериканськими іммігрантами.
Південноамериканські копитні значно постраждали внаслідок ВМО, і лише деякі представники цієї групи витримали тиск з півночі. Тривалий час було відомо, що деякі найбільші представники меридіунгулят з родин Макраухенієві (Macraucheniidae) і Токсодонтові (Toxodontidae), дожили до кінця плейстоцену. Нещодавні знахідки скам'янілостей вказують на те, що один вид конеподібних літоптернів з родини протеротерієвих (Proterotheriidae) також дожив до плейстоцену. Представники родин Мезотерієві (Mesotheriidae) та Хегетотерієві (Hegetotheriidae) з групи нотоунгулят також зуміли протриматися принаймні частину плейстоцену[A]. На відміну від південноамериканських копитних, малі південноамериканські сумчасті, пережили ВМО у великій кількості, тоді як примітивні на вигляд неповнозубі виявилися напрочуд конкурентоспроможними та стали найуспішнішими загарбниками Північної Америки. Африканські іммігранти — кавієвиді гризуни та широконосі мавпи — зазнали меншого впливу від обміну фаунами, ніж більшість "старожилів" Південної Америки, хоча кавієвиді зазнали значної втрати різноманіття, а їх найбільші представники з родини пакаранових (Dinomyidae) вимерли. За винятком предків канадського голкошерста (Erethizon dorsatum) та кількох вимерлих голкошерстів і капібар, вони не мігрували далі Центральної Америки.
Значною мірою завдяки успіху неповнозубих однією з областей південноамериканського екопростору, над якою неарктичні загарбники не змогли домінувати, були ніша мегарослиноїдних тварин. До початку голоцену 11 700 років тому в Південній Америці проживало близько 25 видів рослиноїдних тварин вагою понад 1000 кг, зокрема наземні лінивці, гліптодони та токсодони неотропічного походження, а також гомфотерїі та верблюди неарктичного походження. Корінні південноамериканські види становили близько 75 % від цих видів. Однак жоден із цих видів мегарослиноїдних тварин не дожив до сучасності.
Броненосці, опосуми та голкошерсти сьогодні присутні в Північній Америці завдяки Великому міжамериканському обміну. Опосуми та голкошерсти були одними з найуспішніших мігрантів на північ, які досягнули відповідно Канади та Аляски. В результаті принаймні восьми успішних хвиль міграцій до помірної зони Північної Америки та ще принаймні шести хвиль міграцій до тропічної зони Центральної Америки більшість основних груп неповнозубих були присутні в Північній Америці до четвертинного вимирання наприкінці плейстоцену. Серед мегафауни наземні лінивці були особливо успішними мігрантами: серед них Північну Америку заселили представники чотирьох родин. Велетенські лінивці мегалонікси (Megalonyx) поширилися на північ до Юкону та Аляски, і цілком могли б мігрувати до Євразії, якби на той час у Берингії існувало б відповідне середовище проживання.
Загалом, однак, розповсюдження та наступна вибухова адаптивна радіація сигмодонтових гризунів (Sigmodontinae) по всій Південній Америці, яка призвела до формування понад 80 визнаних на даний момент родів, були значно успішнішими (як у просторі, так і за кількістю видів), ніж будь-яка міграція південноамериканських ссавців на північ. Інші приклади північноамериканських груп ссавців, які помітно диверсифікувалися в Південній Америці, включають псових (Canidae) та оленевих (Cervidae): обидві родини мають 3-4 роди, поширені в Північній Америці, 2-3 в Центральній Америці та 6 в Південній Америці. Хоча представники роду Пес (Canis), зокрема, койоти (Canis latrans), наразі поширені на південь лише до Панами, у Південній Америці все ще існує більше родів псових, ніж на будь-якому іншому континенті.
Вплив формування Панамського перешийка на морську біоту цього регіону був протилежним його впливу на наземні організми. Ця подія серед морських палеобіологів відома як "Великий американський розкол". Зв'язок між східною частиною Тихого океану та Карибським басейном (Центральноамериканський морський шлях) був розірваний, що призвело до того, що розділені популяції пішли різними шляхами еволюції. Карибським видам довелося адаптуватися до середовища з нижчою продуктивністю після того, як доступ до багатих на поживні речовини глибинних вод тихоокеанського походження був заблокований. Тихоокеанське узбережжя Південної Америки охололо, оскільки надходження теплої води з Карибського моря було перекрито. Вважається, що подія Великого американського розколу спричинила вимирання морських лінивців у регіоні.

### Вимирання місцевих південноамериканських хижаків

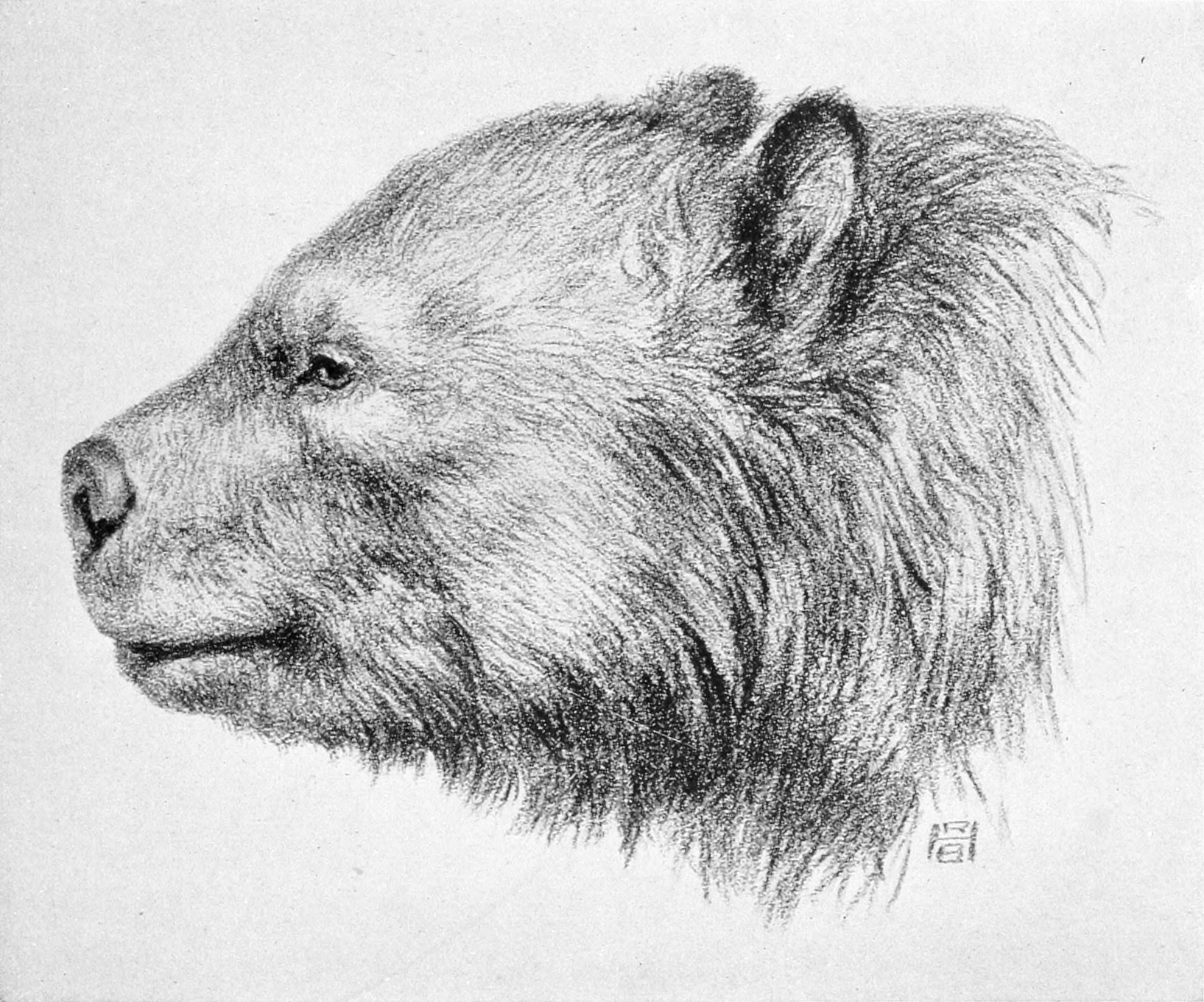
Арктотерій (Arctotherium bonariense), південноамериканський короткомордий ведмідь

Протягом останніх 7 млн років гільдія наземних хижаків Південної Америки змінилася з групи, що майже повністю складалася з неплацентарних ссавців (метатеріїв), птахів і плазунів, на групу, у якій домінують плацентарні хижаки-іммігранти, а також деякі дрібні місцеві сумчасті та птахи, зокрема опосуми (Didelphidae) та каріами (Cariamidae). Раніше вважалося, що гільдія корінних південноамериканських хижаків, яка включала спарассодонтів (Sparassodonta), хижих опосумів, таких як тилофоропси (Thylophorops) та гіперопосуми (Hyperdidelphys), хижих броненосців (Macroeuphractus), фороракосів (Phorusrhacidae) та тераторнісів (Teratornithidae), а також ранніх імігрантів з родини ракунових (Procyonidae), споріднених з собаконосухами (Cyonasua), була доведена до вимирання під час ВМО через конкурентне витіснення плацентарними м'ясоїдними тваринами з ряду хижих (Carnivora), які мігрували з Північної Америки, і що ці зміни були різкими. Проте подальші дослідження показали, що зміна гільдії південноамериканських хижаків була складнішою, і конкуренція відігравала в ній лише обмежену роль.
У випадку спарассодонтів та хижих, існує небагато свідчень того, що спарассодонти взагалі зустрічалися зі своїми гіпотетичними плацентарними конкурентами. Виявилося, що багато пліоценових знахідок південноамериканських хижаків виявилися неправильно ідентифікованими або датованими. Схоже, що різноманіття спарассодонтів зменшувалося з середини міоцену, причому багато ніш, які колись займали невеликі спарассодонти, з часом займали хижі опосуми, деякі з яких важили до 8 кг. Щодо того, чи конкурували спарассодонти з м'ясоїдними опосумами, чи опосуми почали займати ніші спарассодонтів шляхом пасивного заміщення, науковці все ще дискутують. Боргієніди (Borhyaenidae) востаннє зустрічалися у пізньому міоцені, приблизно за 4 млн років до першої появи у Південній Америці псових або котових. Тилакосміліди (Thylacosmilidae) востаннє зустрічалися приблизно 3 мільйони років тому, до події ВМО, і, здається, у пліоцені вони були більш рідкісними, ніж у міоцені.
Загалом спарассодонти, здається, переважно або повністю вимерли ще до того, як на континент прибула більшість не-ракунових хижих, і перекриття між групами є невеликим. Ймовірні пари екологічно аналогічних груп (шаблезубі тилакосміліди та махайроди, боргієніди та котові, гатліцианіди та мустелові) не перетиналися в часі і не змінювали різко однак одну у літописі скам'янілостей. Ракунові розійшлися по Південній Америці щонайменше 7 млн років тому і досягли помірної ендемічної радіації до того часу, як прибули інші хижі. Проте ракунові, схоже, не конкурували зі спарассодонтами, оскільки ракунові були всеїдними тваринами, а спарассодонти — переважно гіперхижаками. Інші групи хижих прибули до Південної Америки набагато пізніше. Псові та мустелові з'явилися на континенті приблизно 2,9 млн років тому, але не були достатньо чисельними чи різноманітними до початку плейстоцену. Ведмедеві, котові та скунсові (Mephitidae) з'явилися в Південній Америці лише у ранньому плейстоцені (приблизно 1 млн років тому або трохи раніше). На основі генетичних даних вважається, що видрові (Lutrinae) та нові групи ракунових, зокрема носухи (Nasuina) і ракуни (Procyonina), з'явилися у Південній Америці в міоцені, але жодних викопних решток цих тварин не було знайдено навіть у багатих місцезнаходженнях скам'янілостей на півночі континенту, таких як Ла-Вента в Колумбії, що лежить лише за 600 км від Панамського перешийка.
Інші групи корінних південноамериканських хижаків не були вивчені настільки глибоко. Часто припускають, що фороракосів винищили плацентарні хижі, хоча ця гіпотеза не була детально досліджена. Титаніси (Titanis) заселили Північну Америку, і були єдиними великими південноамериканськими хижаками, яким це вдалося. Однак титанісам вдалося колонізувати лише невелику частину Північної Америки протягом обмеженого часу, після чого ці птахи не змогли диверсифікуватися і вимерли на початку плейстоцену (1,8 млн років тому); скромний масштаб їх успіху, як припускають, пояснюється конкуренцією з плацентарними хижими. Різноманіття фороракосів також зменшилася приблизно 3 млн років тому. Принаймні один рід відносно невеликих фороракосів, Псилоптерус (Psilopterus), дожив приблизно до 94 000 року до н.е..
Гільдія місцевих хижаків, здається, повністю розпалася приблизно 3 млн років тому з вимиранням останніх спарассодонтів, що не пов'язано з прибуттям плацентарних хижих у Південну Америку, оскільки різноманіття наземних хижаків після цього залишалося низьким. Вважається, що вимирання південноамериканських хижаків відкрило екологічні ніші та дозволило хижим закріпитися на континенті через низьку конкуренцію. Вважається, що причиною вимирання південноамериканських хижаків може бути падіння метеорита 3,3 мільйона років тому на півдні Південної Америки, але ця гіпотеза є суперечливою. Подібна картина спостерігається серед крокодилів. Сучасні крокодили (Crocodylus) заселили Південну Америку під час пліоцену та почали домінувати вже після того, як наприкінці міоцену вимерли великі південноамериканські крокодили, які раніше домінували на континенті, зокрема велетенські пурусзаври (Purussaurus) з родини кайманових та грипозухи (Gryposuchus) з родини гавіалових. Вимирання південноамериканських крокодилів, як ввжається, пов'язано із втратою водно-болотних угідь на півночі континенту.
Незрозуміло, чи розглянутий вище сценарій, який передбачає знижену роль конкурентного витіснення, стосується інших груп південноамериканських ссавців, таких як нотоунгуляти та літоптерни, хоча деякі дослідники вказують на тривалий спад різноманіття південноамериканських копитних з середини міоцену. Незалежно від того, як відбулося це заміщення, очевидно, що плацентарні хижі виграли від нього. Кілька груп хижих, таких як псові та котові, зазнали адаптивної радіації в Південній Америці після того, як розселилися там, і найбільше сучасне різноманіття псових у світі спостерігається в Південній Америці.

## Причини успіху чи невдачі

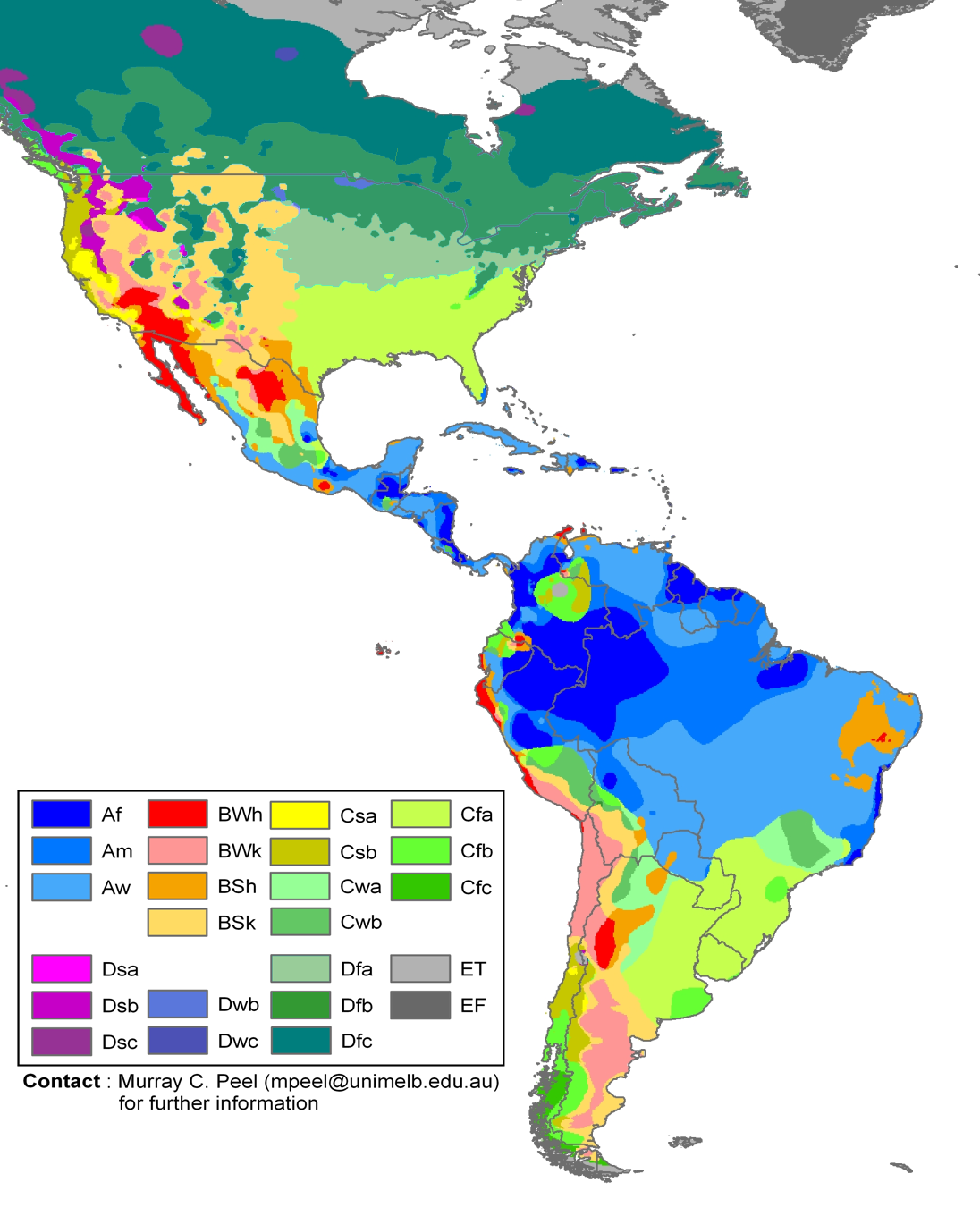
Кліматична асиметрія Америки: зони з тропічним кліматом (позначені синім кольором: Af, Am і Aw), охоплюють більшу частину Південної Америки та майже всю Центральну Америку, але дуже малу частину решти Північної Америки.

Остаточний тріумф неарктичних мігрантів зрештою базувався на географії, яка зіграла на руку північним загарбникам у двох вирішальних аспектах. Перша перевага полягала у особливостях клімату. Будь-який вид, який досяг Панами з будь-якого боку, очевидно, повинен був бути здатним переносити вологі тропічні умови. Таким чином, ті тварини, що мігрували з Панами на південь, могли зайняти більшу частину Південної Америки, не зіштовхуючись з помітно відмінними кліматичними умовами. Натомість мігранти, які б рухалися з Панами на північ, зіштовхнулися б з більш посушливими або прохолодними умовами вже за горами Трансмексиканського вулканічного поясу. Проблема, яку представляла ця кліматична асиметрія, була особливо гострою для неотропічних видів, що спеціалізувалися на житті у тропічних дощових лісах. У результаті в Центральній Америці наразі мешкають 42 види ссавців неотропічного походження, порівняно з трьома видами у помірній зоні Північної Америки. Однак види південноамериканського походження (сумчасті, неповнозубі, кавієвиді гризуни та широконосі мавпи) складають лише 21 % видів серед нелітаючих та не-морських ссавців Центральної Америки, тоді як північноамериканські загарбники складають 49 % видів серед відповідної групи ссавців у Південній Америці. Таким чином, клімат сам по собі не може повністю пояснити більший успіх видів неарктичного походження під час Великого обміну.

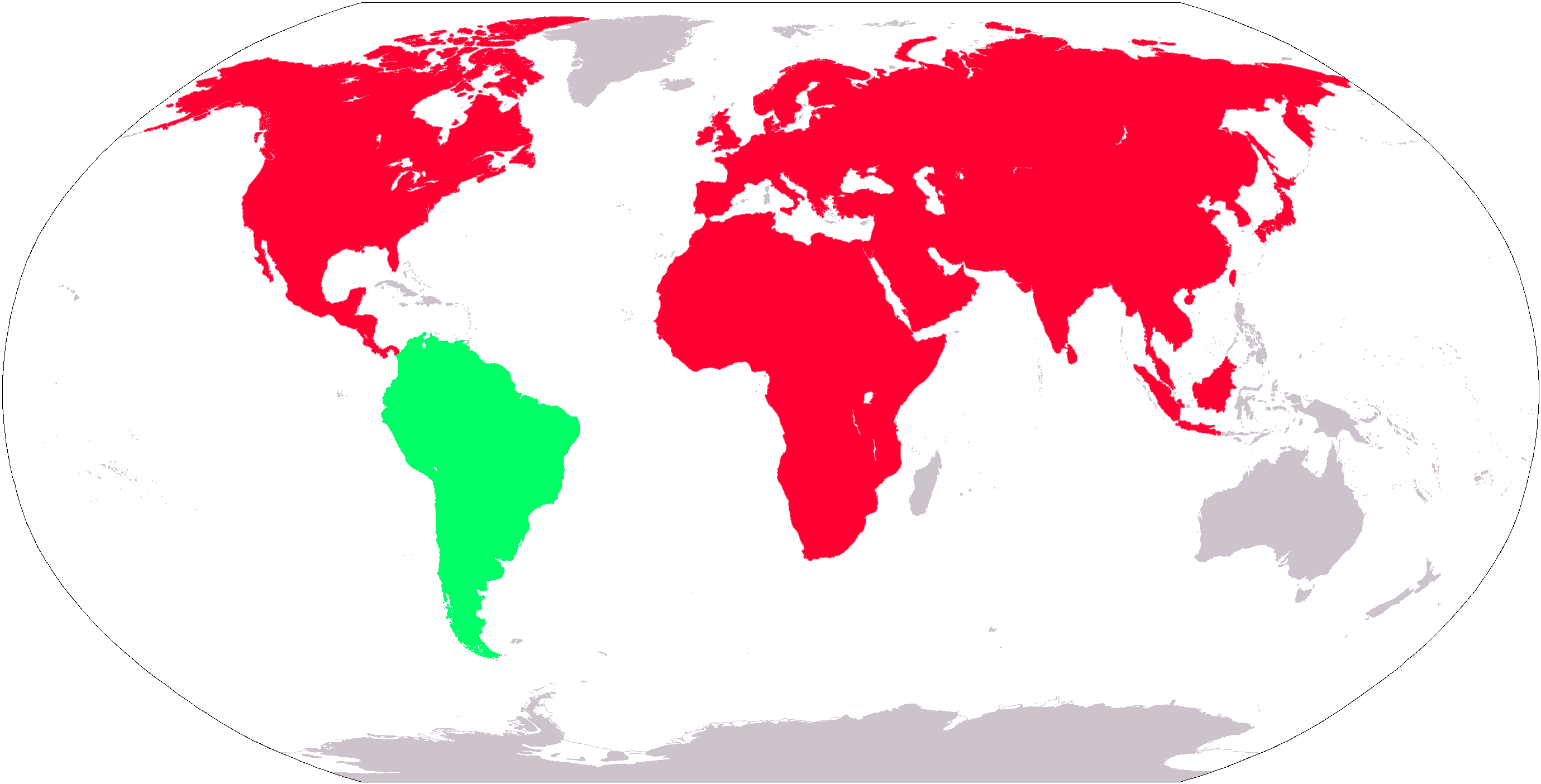
Території, по яких предки неотропічних (зеленим) і неарктичних видів (червоним) могли мігрувати протягом останньої частини кайнозою до Великого обміну. Менша територія, доступна для еволюції неотропічних видів, як правило, ставила їх у невигідне положення, порівняно з конкурентами.

Друга, більш важлива перевага, яку отримали північні види, полягала в площі суходолу, яка була доступна для еволюції їх предкам. Протягом кайнозою Північна Америка періодично поєднувалася з Євразією через Берингію, що дозволило видам мігрувати між континентами та об'єднало їх фауни. Євразія, у свою чергу, сполучалася з Африкою, яка внесла свій вклад у види, що потрапили до Північної Америки. Однак Південна Америка була поєднана лише з Антарктидою та Австралією, двома значно меншими та менш гостинними континентами, і лише на початку кайнозою. Більше того, сухопутний зв'язок між цими континентами, здається, не був тим шляхом, яким здійснювалися масштабні міграції (вочевидь, жодні ссавці, крім сумчастих і, можливо, деяких однопрохідних, ніколи не мігрували цим маршрутом), особливо в напрямку Південної Америки. Це означає, що види Північної півкулі виникли на території, яка приблизно в шість разів перевищує площу, доступну для південноамериканських видів. Таким чином, північноамериканські види були продуктом більшої та більш конкурентної арени, де еволюція відбувалася швидше. Вони, як правило, були ефективнішими та розумнішими, здатними випередити та перехитрити своїх південноамериканських колег, які були продуктом еволюційної глухомані. У випадку копитних та хижаків, що полювали на них, південноамериканські види були повністю заміщені загарбниками, можливо, саме через ці переваги.
Більший кінцевий успіх африканських іммігрантів до Південної Америки порівняно з місцевими ранньокайнозойськими ссавцями є ще одним прикладом цього явища, оскільки перші еволюціонували на більшій території; їхні предки мігрували з Євразії до Африки, перш ніж знайшли шлях до Південної Америки.
На цьому фоні здатність південноамериканських неповнозубих ефективно конкурувати з жителями півночі є особливим випадком. Пояснення успіху неповнозубих частково полягає в їхньому своєрідному підході до захисту від хижаків, заснованому на володінні бронею або грізними кігтями. Неповнозубим не потрібно було бути швидконогими чи кмітливими, щоб вижити. Така стратегія могла бути зумовлена їхньою низькою швидкістю метаболізму (найнижчою серед звірів). Їхній низький рівень метаболізму, у свою чергу, міг бути перевагою, що дозволяла їм покладатися на менш доступні або менш поживні джерела їжі. На жаль, захисні пристосування великих неповнозубих були слабким захистом від людей, озброєних списами та іншою метальною зброєю.

## Пізньоплейстоценові вимирання

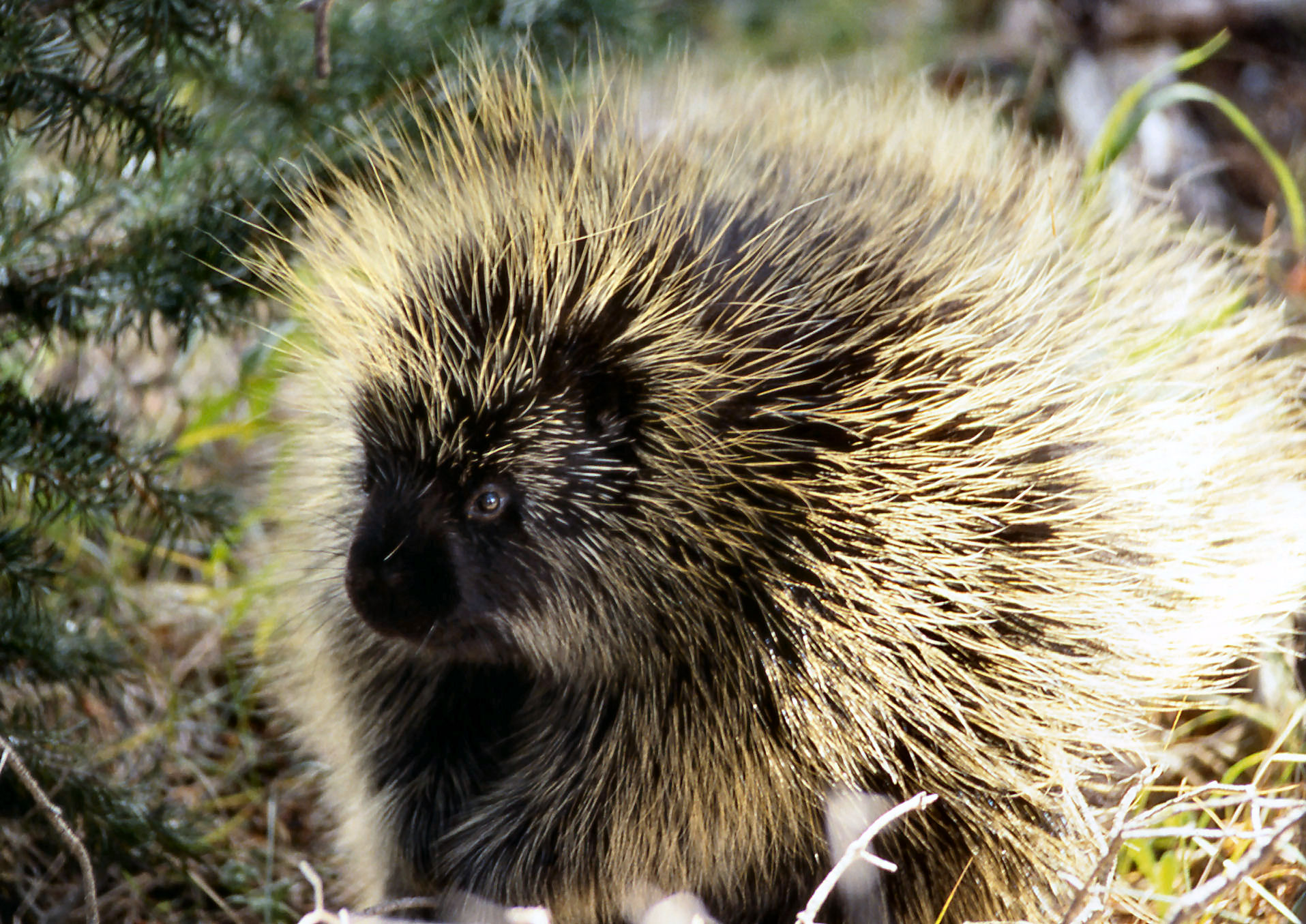
Канадський голкошерст (Erethizon dorsatum), найбільший неотропічний мігрант до помірної зони Північної Америки, що дожив до сучасності.

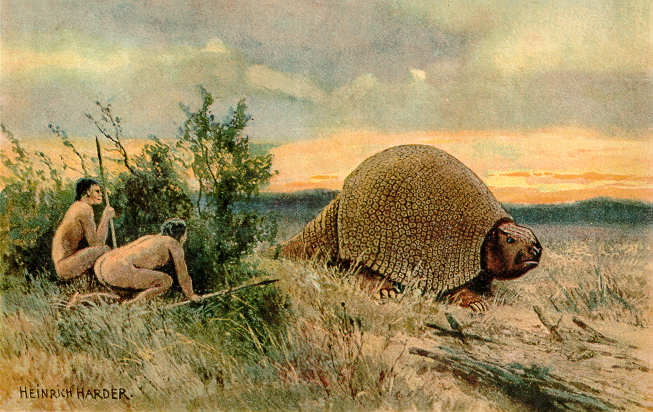
Палеоіндіанці та гліптодон (Glyptodon)

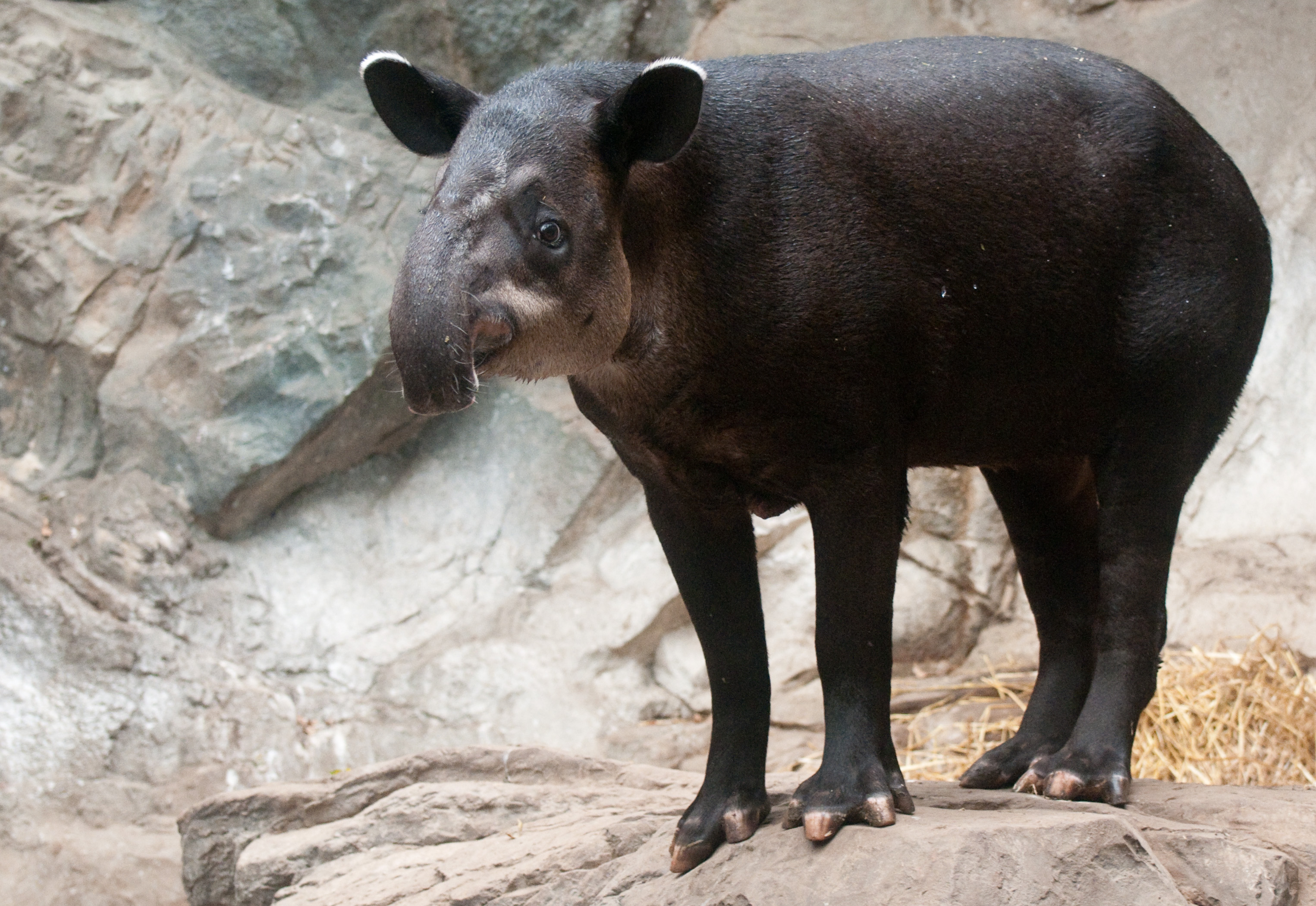
Центральноамериканський тапір (Tapirus bairdii), найбільший неарктичний мігрант до Південної Америки, що дожив до сучасності.

Наприкінці епохи плейстоцену, приблизно 12 000 років тому, приблизно в один і той же час в Америці відбулися три драматичні події. Палеоіндіанці вторглися у Новий світ і заселили його, останній льодовиковий період підійшов до кінця, і велика частина мегафауни як Північної, так і Південної Америки вимерла. Це четвертинне вимирання змело з лиця Землі багатьох успішних учасників ВМО, а також інших північно- та південноамериканських видів, які не мігрували.
Усі види пампатеріїв (Pampatheriidae), гліптодонтів (Glyptodontinae), гігантських наземних лінивців (Pilosa), коней (Equidae), хоботних (Proboscidea), велетенських короткомордих ведмедів (Tremarctinae) та шаблезубих махайродів (Machairodontinae) з обох континентів вимерли. Вимерли останні південно- та центральноамериканські нотоунгуляти (Notoungulata) та літоптерни (Litopterna), гігантські бобри (Castoroides), жахливі вовки (Aenocyon dirus), американські леви (Panthera atrox), американські гепарди (Miracinonyx), гірські куони (Cuon alpinus), а також різні види вилорогових (Antilocapridae), зокрема карликові вилороги (Capromeryx), бикових (Bovidae), зокрема чагарникові бики (Euceratherium), оленевих (Cervidae), зокрема оленелосі (Cervalces scotti), тапірових (Tapiridae), зокрема каліфорнійські тапіри (Tapirus californicus), та пекарієвих (Tayassuidae), зокрема плоскоголові пекарі (Platygonus). Деякі групи тварин зникли на більшій чи всій території свого початкового ареалу, але вижили у тих місцевостях, куди вони мігрували, наприклад, південноамериканські тапіри, лами та очкові ведмеді (Tremarctos ornatus) (ареал пум (Puma concolor) та ягуарів (Panthera onca), можливо, також тимчасово скоротився до південноамериканських рефугіумів). Інші групи, зокрема капібари, вижили у своєму початковому ареалі, але вимерли в районах, куди вони мігрували. Примітно, що за результатами четвертинного вимирання зникли усі неотропічні мігранти до Північної Америки, вага яких перевищувала приблизно 15 кг (розмір великого голкошерста), та усі місцеві ссавці Південної Америки, вага яких перевищувала 65 кг (розмір великої капібари або великого мурахоїда). Натомість вага лісового бізона (Bison bison athabascae), найбільшого північноамериканського ссавця, що пережив вимирання, може перевищувати 900 кг, а вага центральноамериканського тапіра (Tapirus bairdii), найбільшого неарктичного мігранта до Південної Америки, що пережив вимирання, може досягати 400 кг.
Майже одночасне вимирання мегафауни з відступом льодовиків і заселенням Америки людьми дозволяє припустити, що у вимиранні зіграли певну роль зміни клімату та полювання з боку людей. Незважаючи на те, що ця тема є суперечливою, низка доказів вказує на те, що людська діяльність була ключовою. Вимирання не відбувалося вибірково в кліматичних зонах, які найбільше постраждали від потепління, і жодна правдоподібна кліматична модель не може пояснити вимирання по всьому континенту. Зміни клімату відбулися в усьому світі, але мало вплинули на мегафауну в Африці та Південній Азії, де види мегафауни еволюціонували разом з людьми. Численні відступи льодовика, які відбувалися раніше за останні кілька мільйонів років, ніколи не викликали співставних вимирань в Америці чи деінде.
Подібні вимирання мегафауни відбулися на інших нещодавно заселених масивах суходолу (наприклад, в Австралії, в Японії, на Мадагаскарі, у Новій Зеландії та на багатьох менших островах по всьому світу, таких як Кіпр, Крит, Тілос і Нова Каледонія) в різний час, який точно відповідає першому прибуттю людей у кожен регіон.
Ці імпульси вимирання незмінно швидко охоплювали весь масив суходолу, незалежно від того, чи був це острів чи сукупність континентів розміром з півкулю. Дійсно, всі великі масиви суходолу (а також багато менших) містили кілька кліматичних зон, на які будь-які кліматичні зміни, що відбувалися в той час, могли б по-різному вплинути. Однак на великих островах, розташованих досить далеко від нещодавно колонізованої людьми території, представники мегафауни іноді виживали багато тисяч років після того, як вони або споріднені види вимерли на материку. Як приклад можна навести гігантських кенгуру (Protemnodon) на Тасманії, велетенських черепах з роду Chelonoidis на Галапагосах, з роду Aldabrachelys на Сейшелах та з роду Meiolania на острові Лорд-Гав, Новій Каледонії та Вануату, наземних лінивців на Антильських островах, морських корів Стеллера (Hydrodamalis gigas) поблизу Командорських островів та волохатих мамонтів (Mammuthus primigenius) на островах Врангеля та Святого Павла.
Відступ льодовиків, можливо, відіграв непряму роль у вимиранні тварин Америки, оскільки дозволив людям мігрувати з Берингії на південний схід до Північної Америки. Причиною того, що низка груп вимерла у Північній Америці, але продовжила жити в Південній Америці (хоча невідомо жодних прикладів протилежної моделі), очевидно, полягає в тому, що густі дощові ліси басейну Амазонки та високі вершини Анд забезпечили середовище, відносно безпечне від людей.

## Список північноамериканських тварин південноамериканського походження

### Поширені за межами Мексики
Існуючі або вимерлі (†) північноамериканські таксони, предки яких мігрували з Південної Америки та досягли сучасної території континентальних США:
Риби
- Цихліди (Cichlidae) — техаська цихліда[en] (Herichthys cyanoguttatus), прісноводна риба, яка витримує солонуваті умови

Земноводні
- Ропухові (Bufonidae), зокрема ропухи (Bufo)[170][171]
- Райкові (Hylidae)[172]
- Свистунові (Leptodactylidae)[173] – поширені на північ до Техаса
- Карликові райки (Microhylidae)[170]

Птахи
- Папугоподібні (Psittaciformes) — неотропічні папуги з підродини ариних (Arinae), зокрема товстодзьобий ара (Rhynchopsitta pachyrhyncha) і †каролінський папуга (Conuropsis carolinensis)
- †Фороракосові (Phorusrhacidae) — титаніс (Titanis walleri)
- Саякові (Thraupidae)[174][175]
- Колібрієві (Trochilidae)
- Тиранни (Tyranni):
  - Бекардові (Tityridae) — великий бекард (Pachyramphus aglaiae)
  - Тиранові (Tyrannidae)[174]

Ссавці
- Віргінський опосум (Didelphis virginiana)
- Неповнозубі (Xenarthra)
  - Броненосцеві (Dasypodidae) — дев'ятипоясний броненосець (Dasypus novemcinctus), †прекрасний броненосець[en] (D. bellus)
  - †Pachyarmatherium leiseyi — загадковий вид, пов'язаний з броненосцями
  - †Пампатерії[en] (Pampatheriidae) — Plaina,[176] Holmesina[en] — великі броненосцеподібні тварини
  - †Гліптодонтові (Glyptodontinae) — Glyptotherium[en]
  - †Гігантські лінивці з родини Мегалоніксові (Megalonychidae) — Pliometanastes, Megalonyx
  - †Гігантські лінивці з родини Мегатерієві (Megatheriidae) — Eremotherium
  - †Гігантські лінивці з родини Мілодонтові[en] (Mylodontidae) — Thinobadistes[en], Glossotherium[en],[176] Paramylodon
  - †Гігантські лінивці з родини Нотротерієві[en] (Nothrotheriidae) — Nothrotheriops, Nothrotherium[en]
- Гризуни (Rodentia)
  - Голкошерстові (Erethizontidae) — канадський голкошерст (Erethizon dorsatum), †Erethizon poyeri, †E. kleini
  - Капібарові (Hydrochoerinae) — †Neochoerus pinckneyi[en], †N. aesopi[en]
- †Міксотоксодон (Mixotoxodon) — схожний на носорога нотоунгулят з родини Токсодонтові (Toxodontidae)[n 27]
- Пума (Puma concolor) — вид повернувся з південноамериканського рефугіума після того, як у Північній Америці він був локально винищений[en] в ході четвертинного вимирання[179]
- Рукокрилі (Chiroptera)
  - Молосові (Molossidae)[60]
  - Мормопсові (Mormoopidae) — печерний страхоморд (Mormoops megalophylla)[61]
  - Вампірові (Desmodontinae) — †Desmodus stocki, †D. archaeodaptes

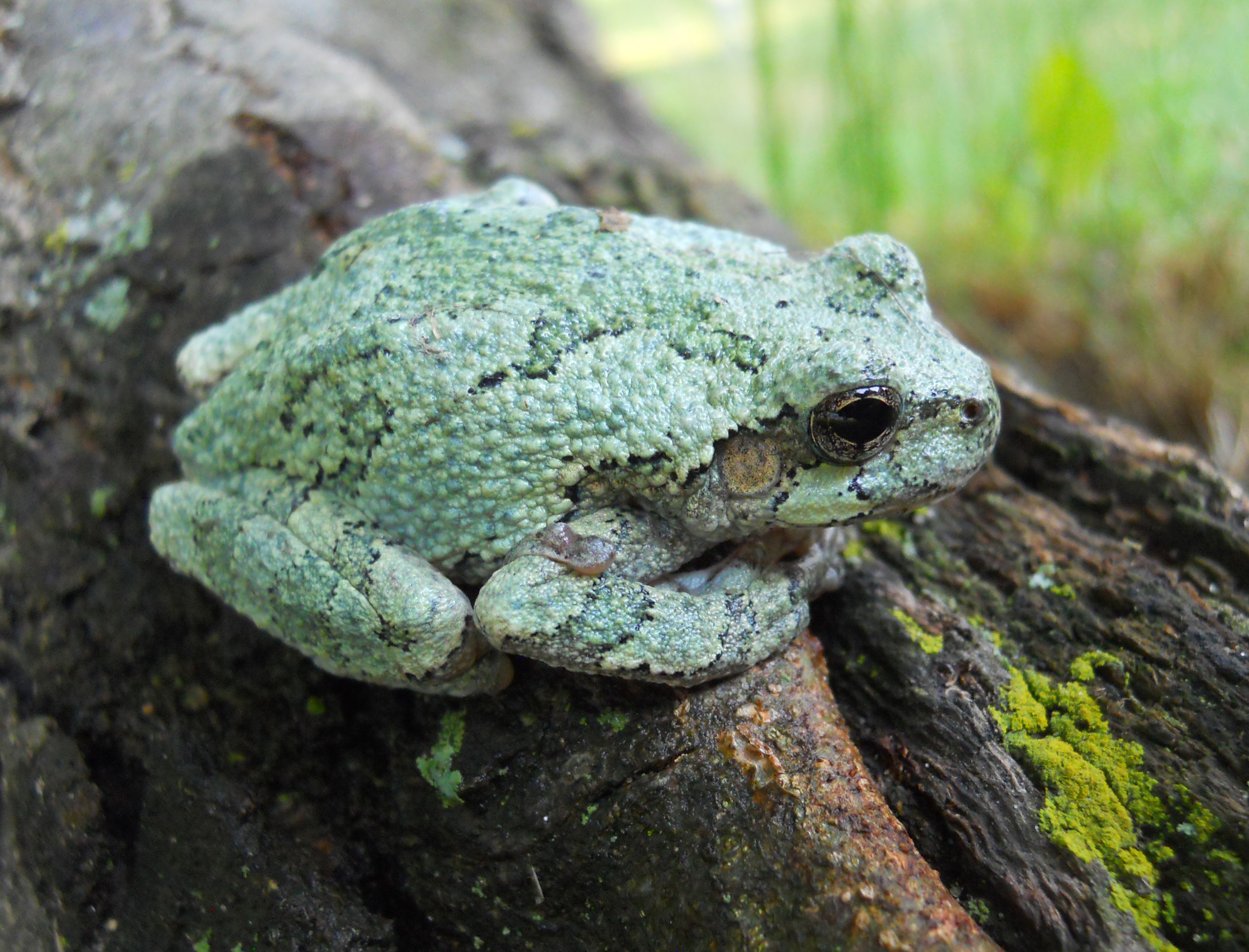
Мінлива райка (Hyla versicolor)
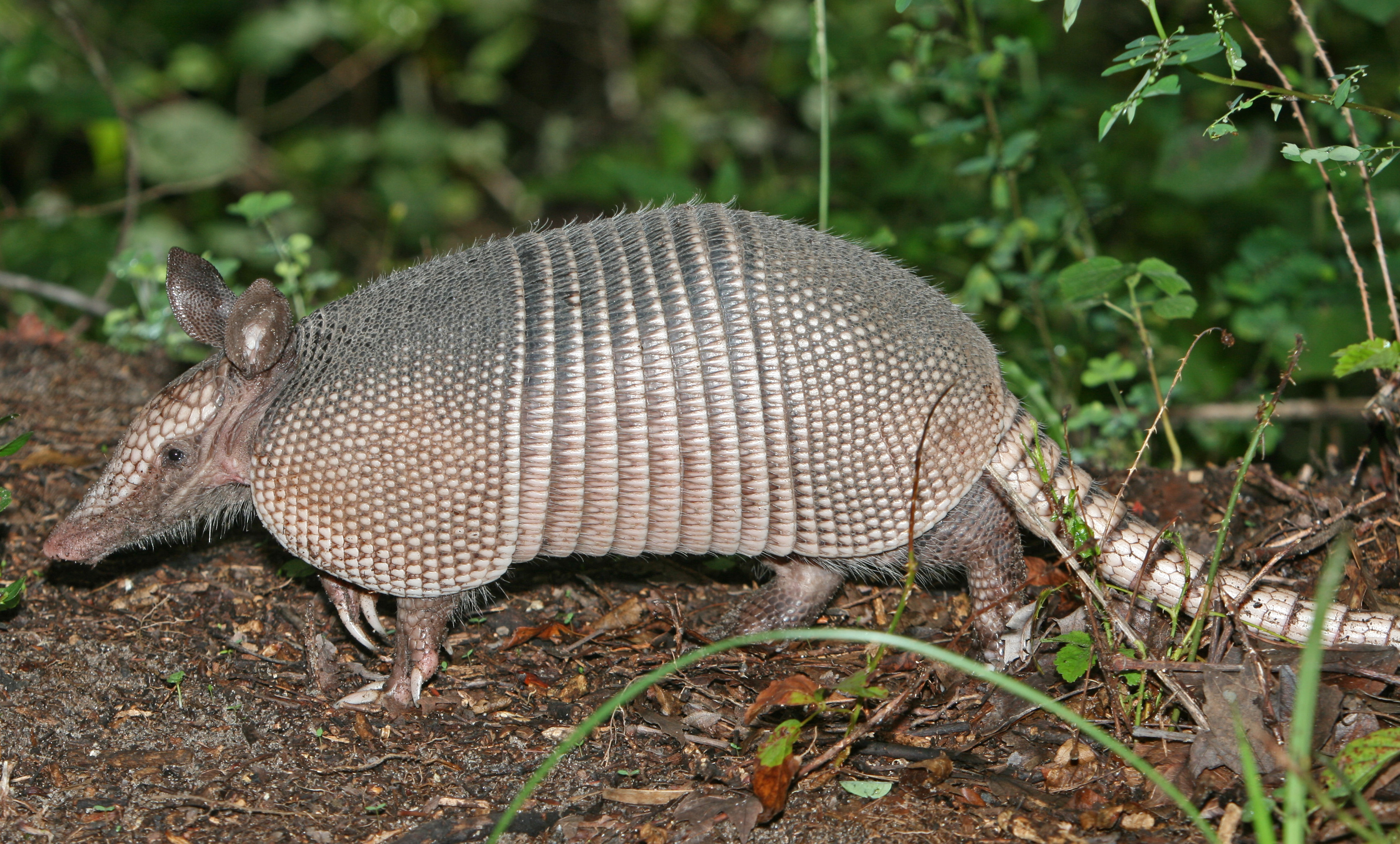
Дев'ятипоясний броненосець (Dasypus novemcinctus)
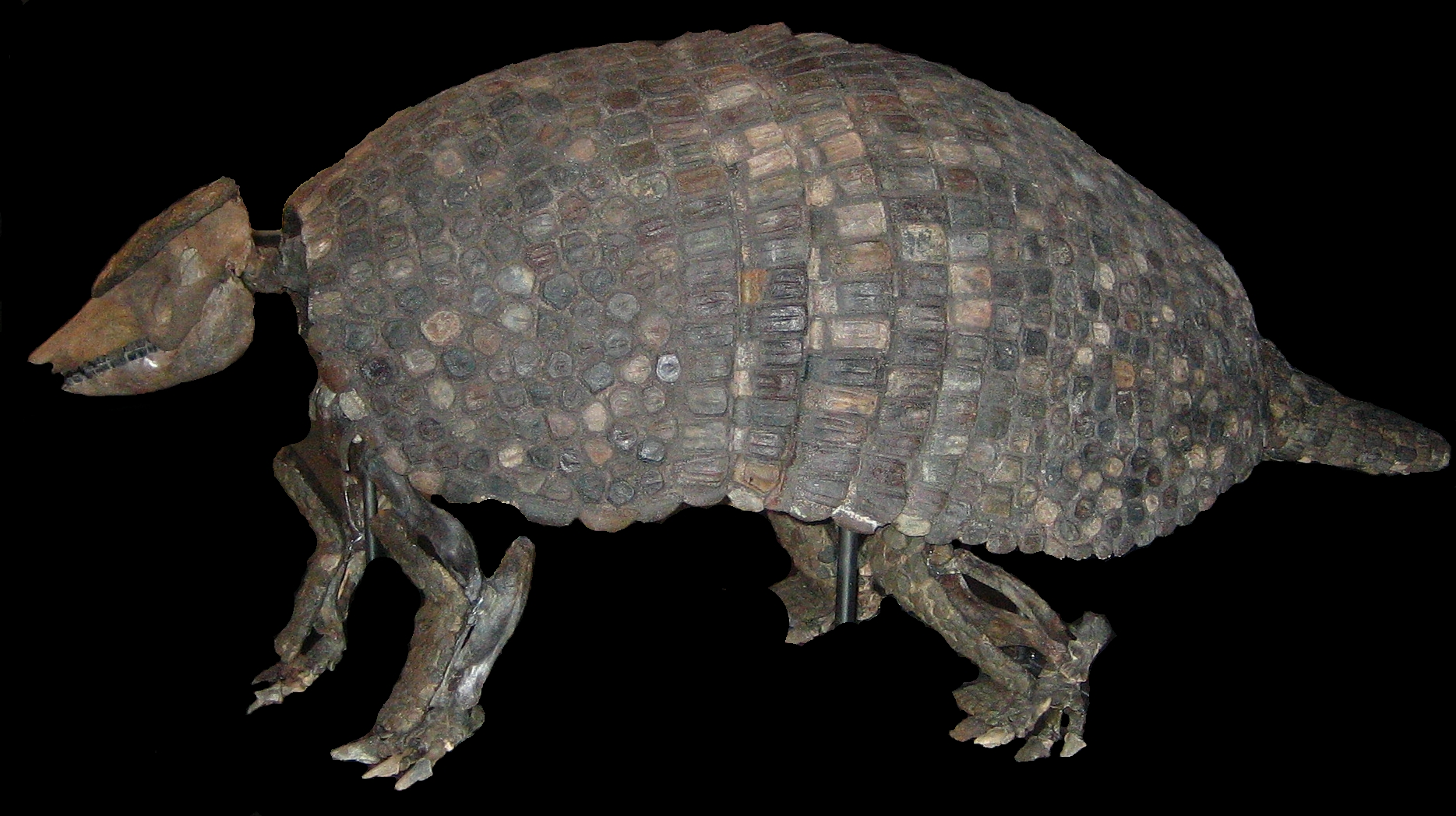
Північна хольмесіна[en] (Holmesina septentrionalis)
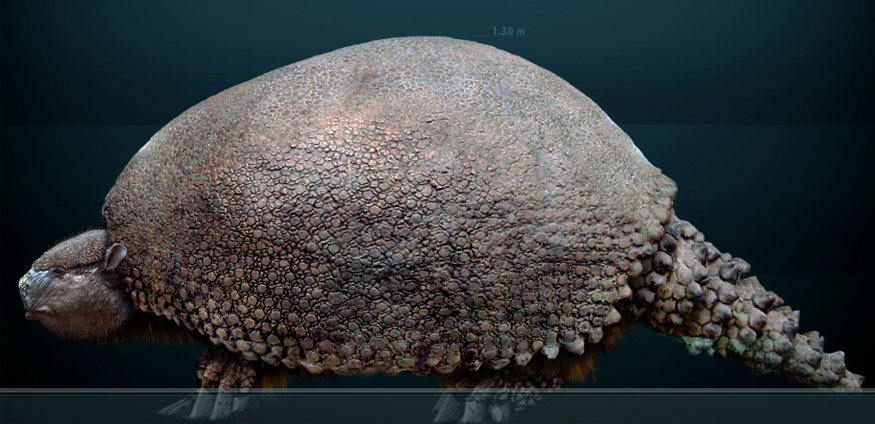
Гліптотерій[en] (Glyptotherium)
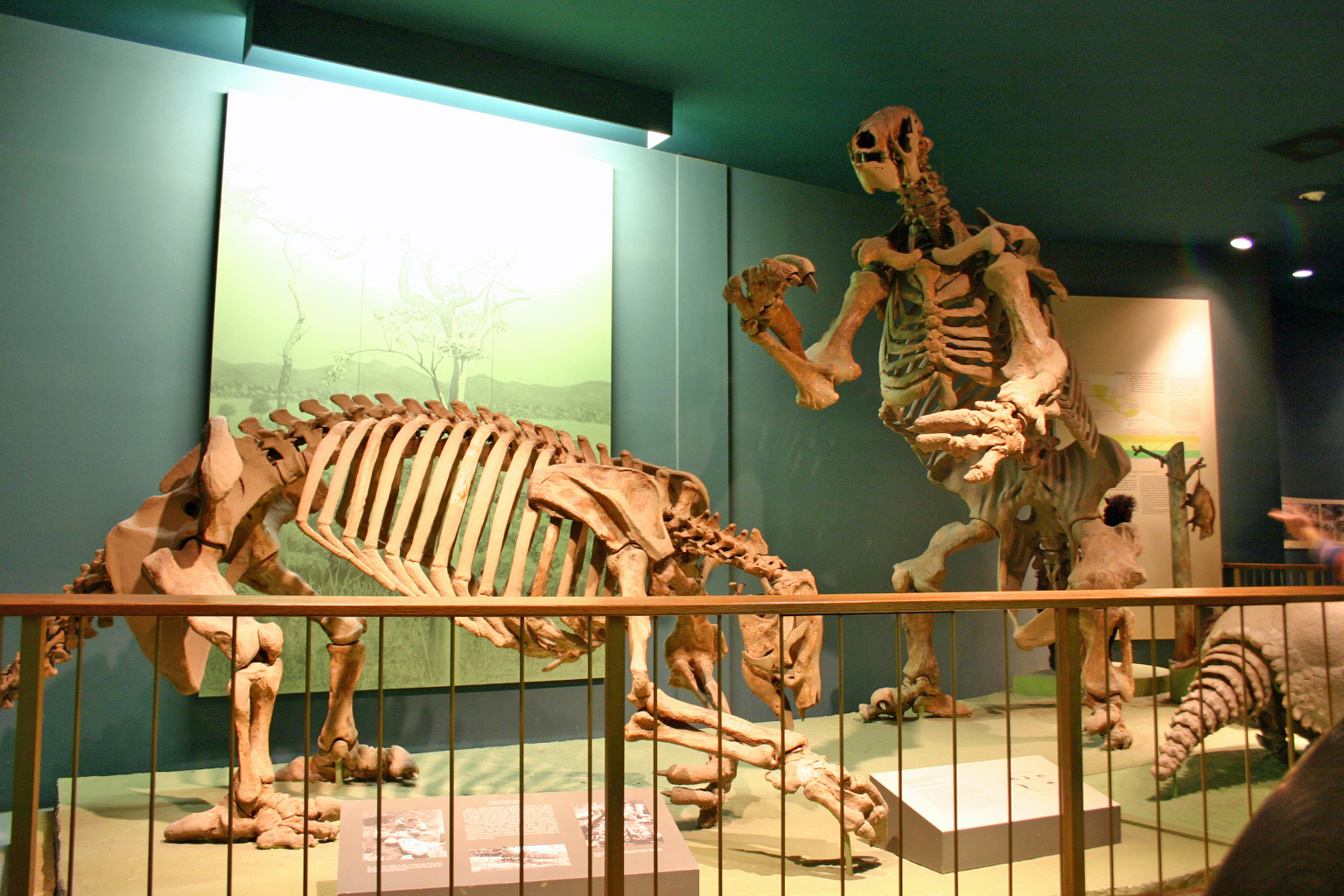
Гігантський лінивець еремотерій (Eremotherium)
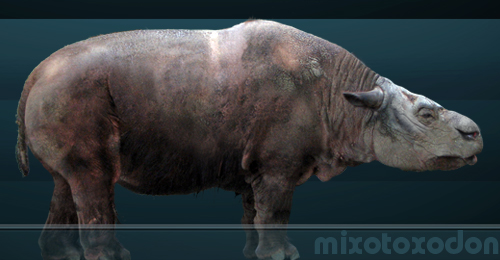
Міксотоксодон (Mixotoxodon)

### Поширення обмежене Мексикою
Існуючі або вимерлі (†) північноамериканські таксони, предки яких мігрували з Південної Америки, однак не змогли досягли сучасної території континентальних США, і їх ареал був обмежений Мексикою та Центральною Америкою:
Безхребетні
- Косарики з родини Gonyleptidae[en]

Риби
- Гімнотоподібні (Gymnotiformes)
- Гімнотоподібні (Callichthyidae) — Hoplosternum punctatum[en]
- Лорікарієві (Loricariidae)

Земноводні
- Безногі черв'яги (Caeciliidae) — Caecilia, Oscaecilia[en] — змієподібні амфібії, лише в Панамі і Коста-Риці[180]
- Дереволазові (Dendrobatidae)[181]

Плазуни
- Удавові (Boinae)
- Крокодиловий кайман (Caiman crocodilus)[182]
- †Пурусзаври (Purussaurus) [183] – велетенські каймани

Птахи
- Великий кракс (Crax rubra)[184]
- Туканові (Ramphastidae)
- Тинамові (Tinamidae)
- Інші тиранни (Tyranni):
  - Гусеницеїдові (Conopophagidae)[174]
  - Котингові (Cotingidae)[174]
  - Мурахоловові (Formicariidae)[174]
  - Горнерові (Furnariidae)[185]
  - Мурашницеві (Grallariidae)[174]
  - Манакінові (Pipridae)[174]
  - Галітові (Rhinocryptidae)[174]
  - Сорокушові (Thamnophilidae)[174]

Ссавці
- Інші опосумові (Didelphidae) – 11 видів[n 17]
- Неповнозубі (Xenarthra)
  - Північний голохвостий броненосець (Cabassous centralis)
  - Лінивцеві (Bradypodidae) — бурогорлий лінивець (Bradypus variegatus), карликовий лінивець (B. pygmaeus)
  - Двопалолінивцеві (Choloepodidae) — лінивець Гоффманна[en] (Choloepus hoffmanni)
  - †Гігантські лінивці з родини Сцелідотерієві[en] (Scelidotheriidae) — Scelidotherium, знайдений в Панамі[186]
  - Мураховцеві (Cyclopedidae) — карликовий мураховець (Cyclopes didactylus)
  - Мурахоїдові (Myrmecophagidae) — великий мурахоїд (Myrmecophaga tridactyla)[n 29], північний тамандуа[en] (Tamandua mexicana)
- Гризуни (Rodentia)
  - Голкошерстові (Erethizontidae) — андійський коенду (Coendou quichua), мексиканський коенду (Sphiggurus mexicanus)
  - Кавієвиді гризуни (Caviomorpha) – 9 сучасних видів[n 17]
- Широконосі мавпи (Platyrrhini) – 11 сучасних видів[n 17][n 30]
- Хижі (Carnivora)
  - Олінго (Bassaricyon) — ймовірно, виникли у Андах на північному заході Південної Америки після того, як їхні ракунові предки мігрували з півночі, після чого диверсифікувалися і мігрували назад до Центральної Америки[189]
  - Короткоморді ведмеді (Tremarctinae) —  †Arctotherium wingei) – ймовірно, мігрував на північ до Юкатана, після того, як виник в Південній Америці від північноамериканських предків[190]
  - Псові (Canidae) — †Protocyon troglodytes) – ймовірно, мігрував на північ до Юкатана, після того, як виник в Південній Америці від північноамериканських предків[190]
- Рукокрилі (Chiroptera)
  - Мішкокрилові (Emballonuridae)[62]
  - Фурієкрилові (Furipteridae)[61] — беспала фурія (Furipterus horrens)
  - Інші мормопсові (Mormoopidae)[61]
  - Зайцегубові (Noctilionidae)[61] — малий зайцегуб (Noctilio albiventris), великий зайцегуб (Noctilio leporinus)
  - Інші листконосові (Phyllostomidae)[61], зокрема всі три існуючи види вампірів (Desmodontinae)
  - Дискокрилові (Thyropteridae)[61] — дискокрил Петерса (Thyroptera discifera), дискокрил Спікса (Thyroptera tricolor)

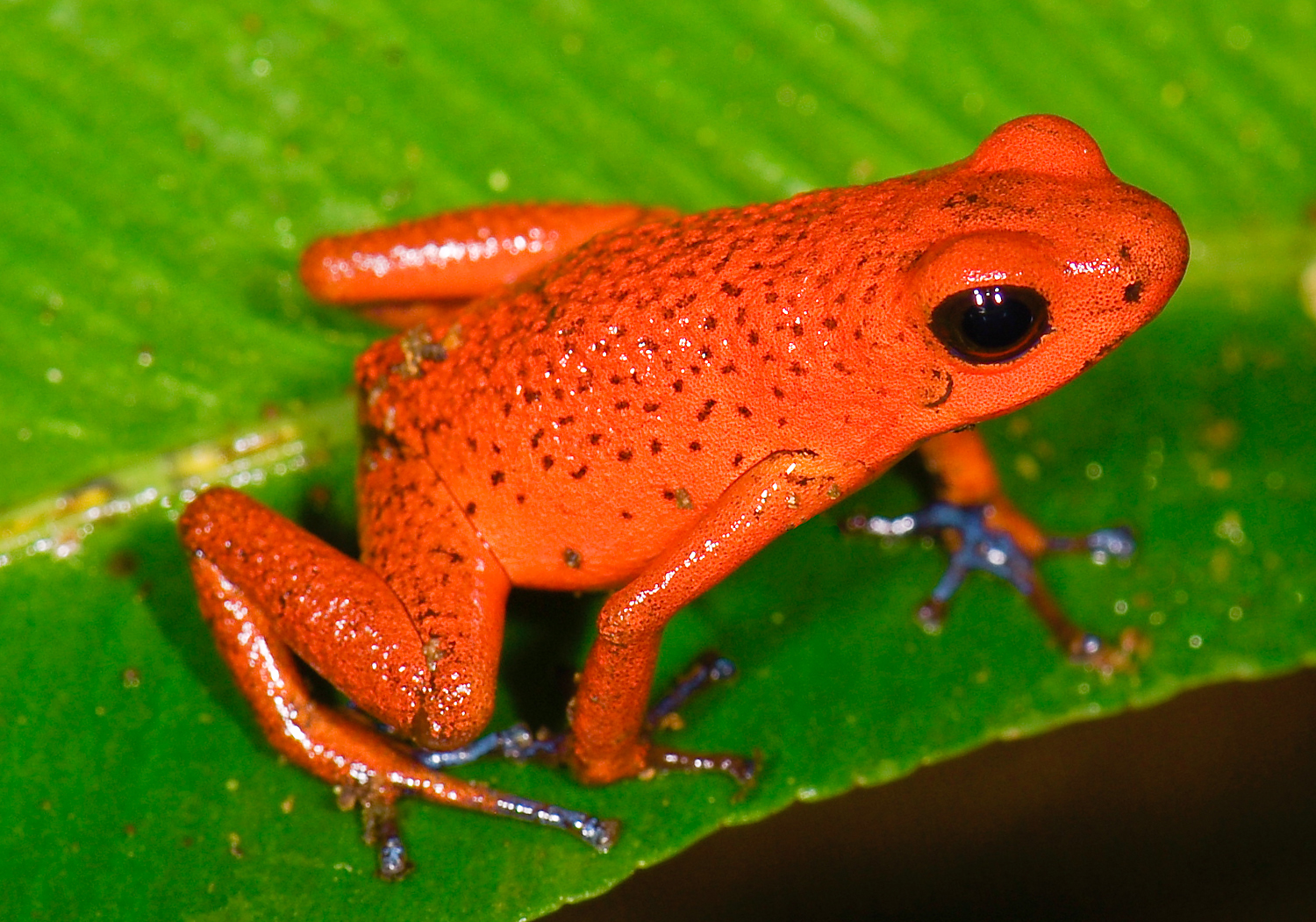
Маленький дереволаз (Oophaga pumilio)
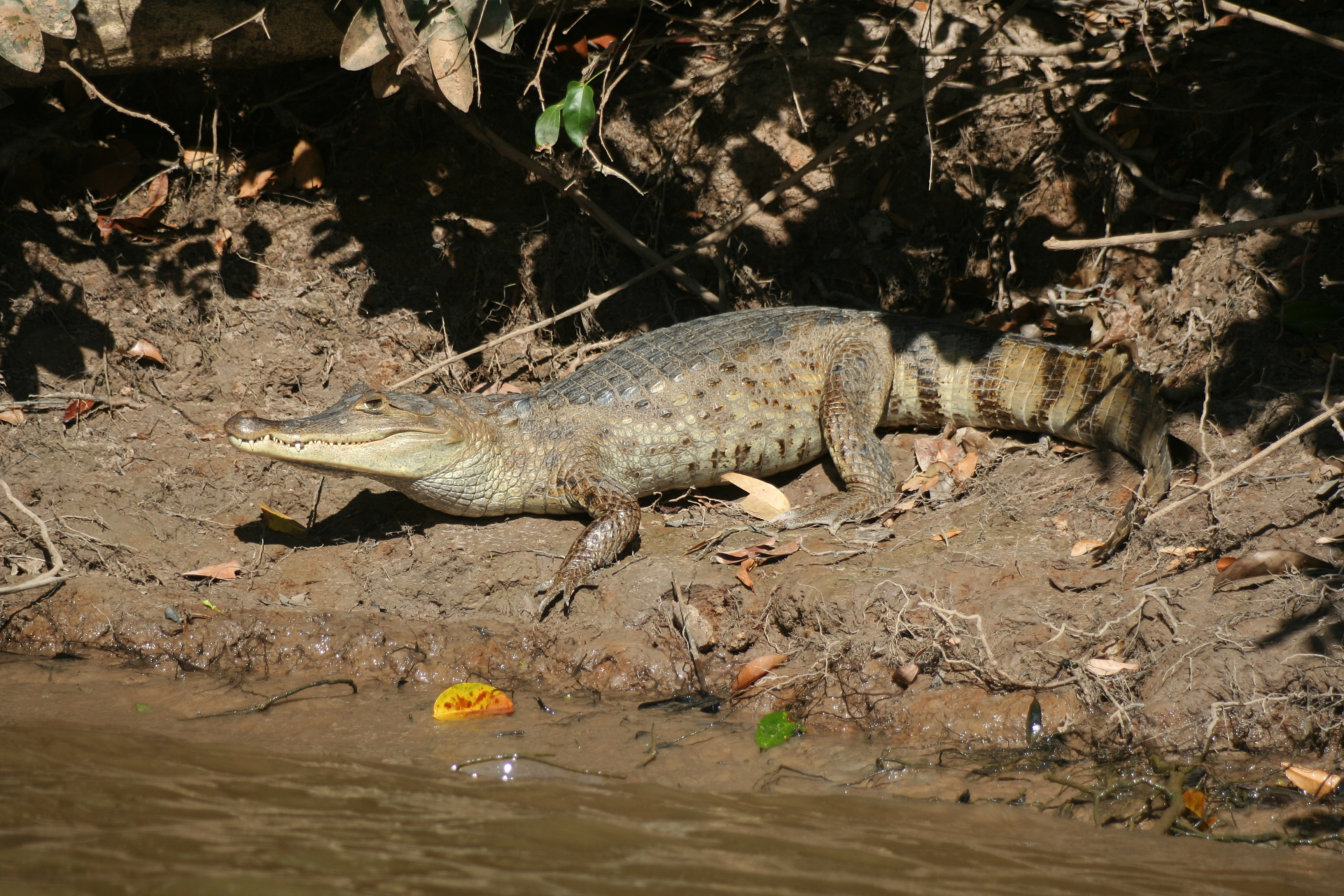
Крокодиловий кайман (Caiman crocodilus)
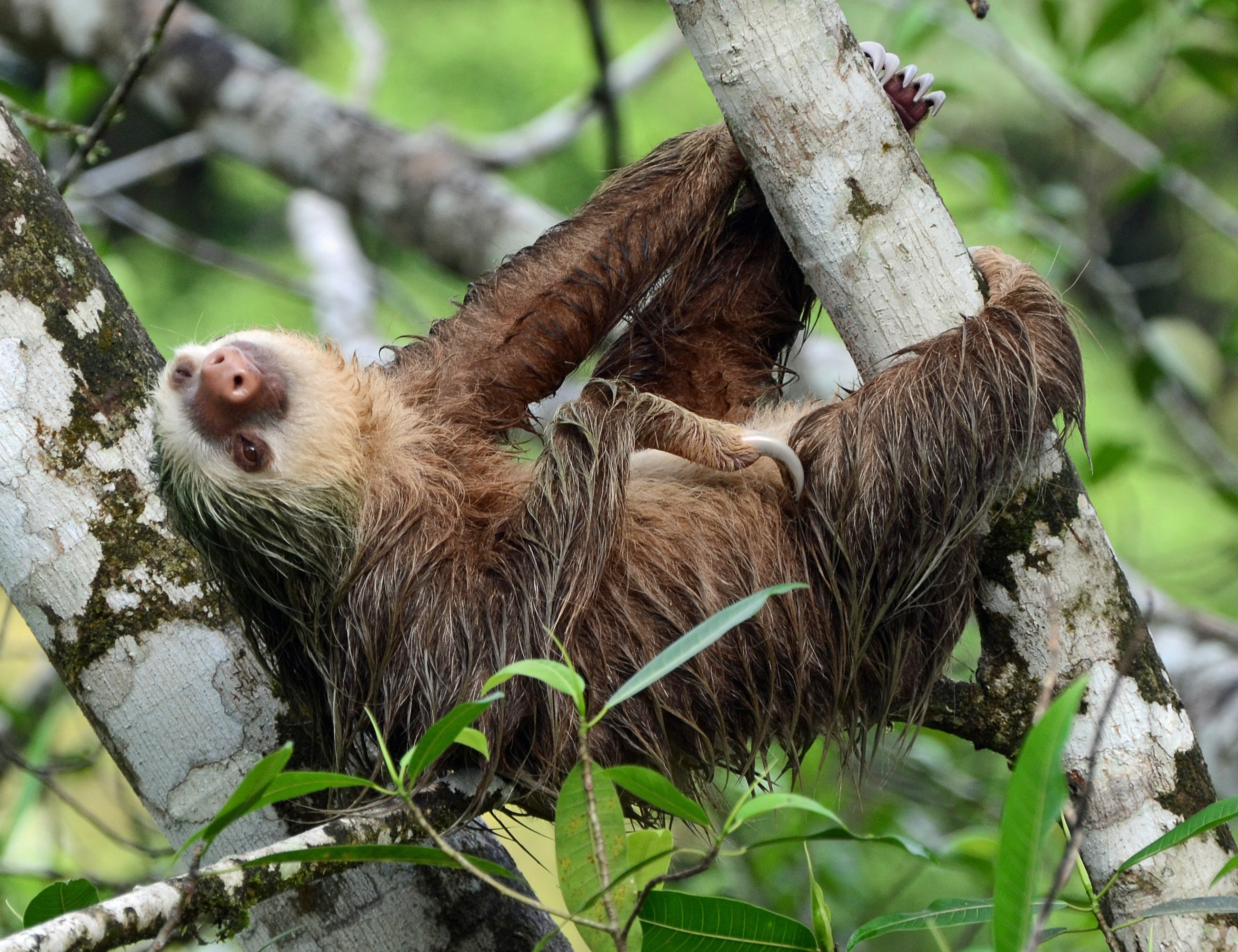
Лінивець Гоффманна[en] (Choloepus hoffmanni)
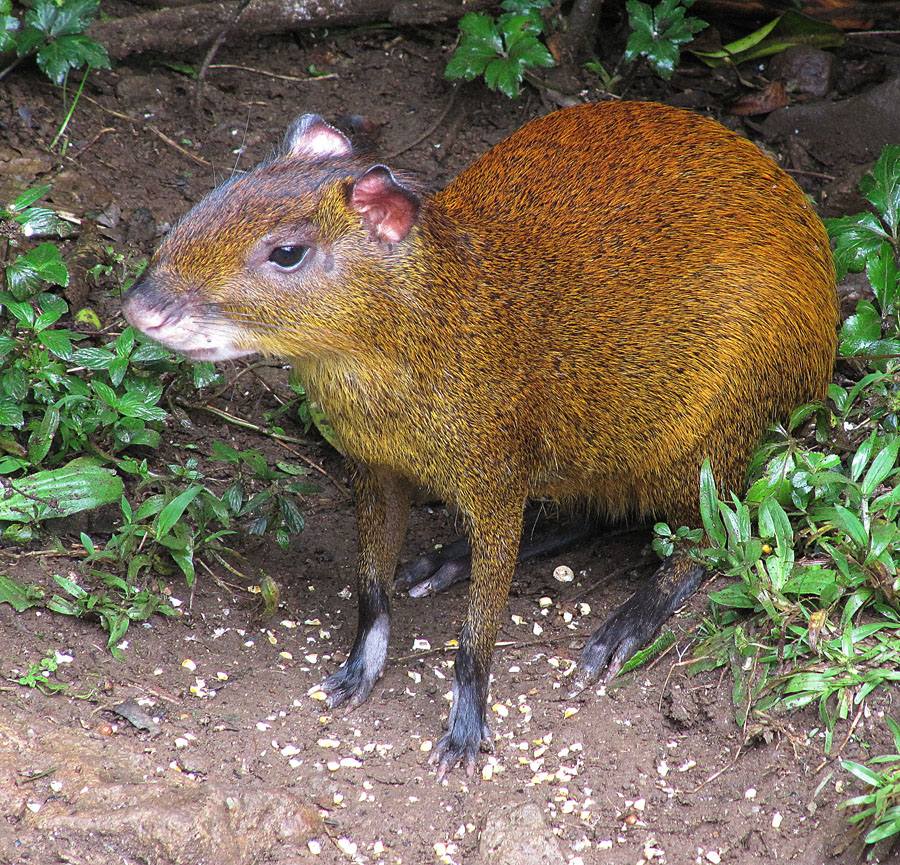
Центральноамериканський агуті, Dasyprocta punctata
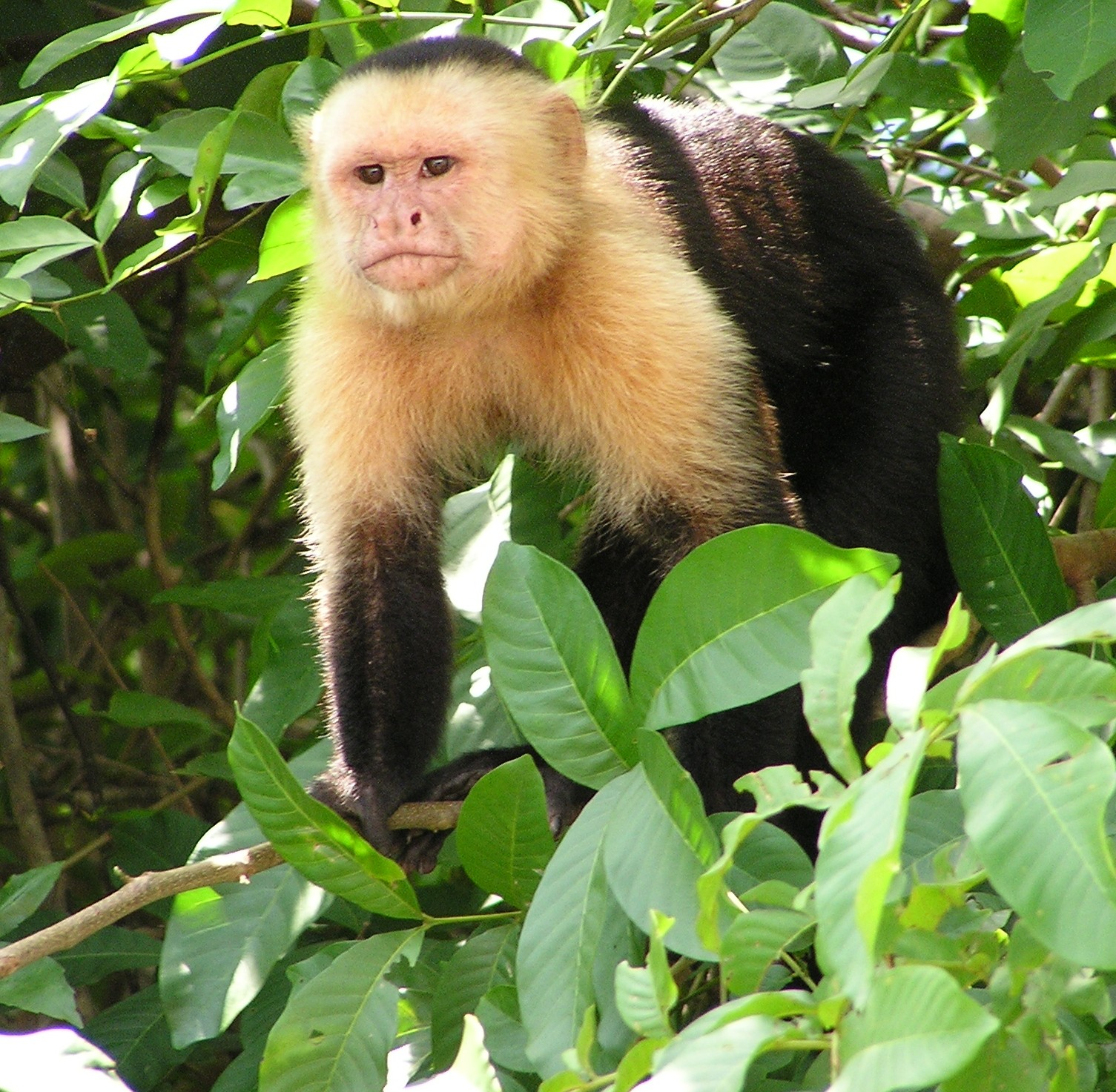
Панамський капуцин[en] (Cebus imitator)
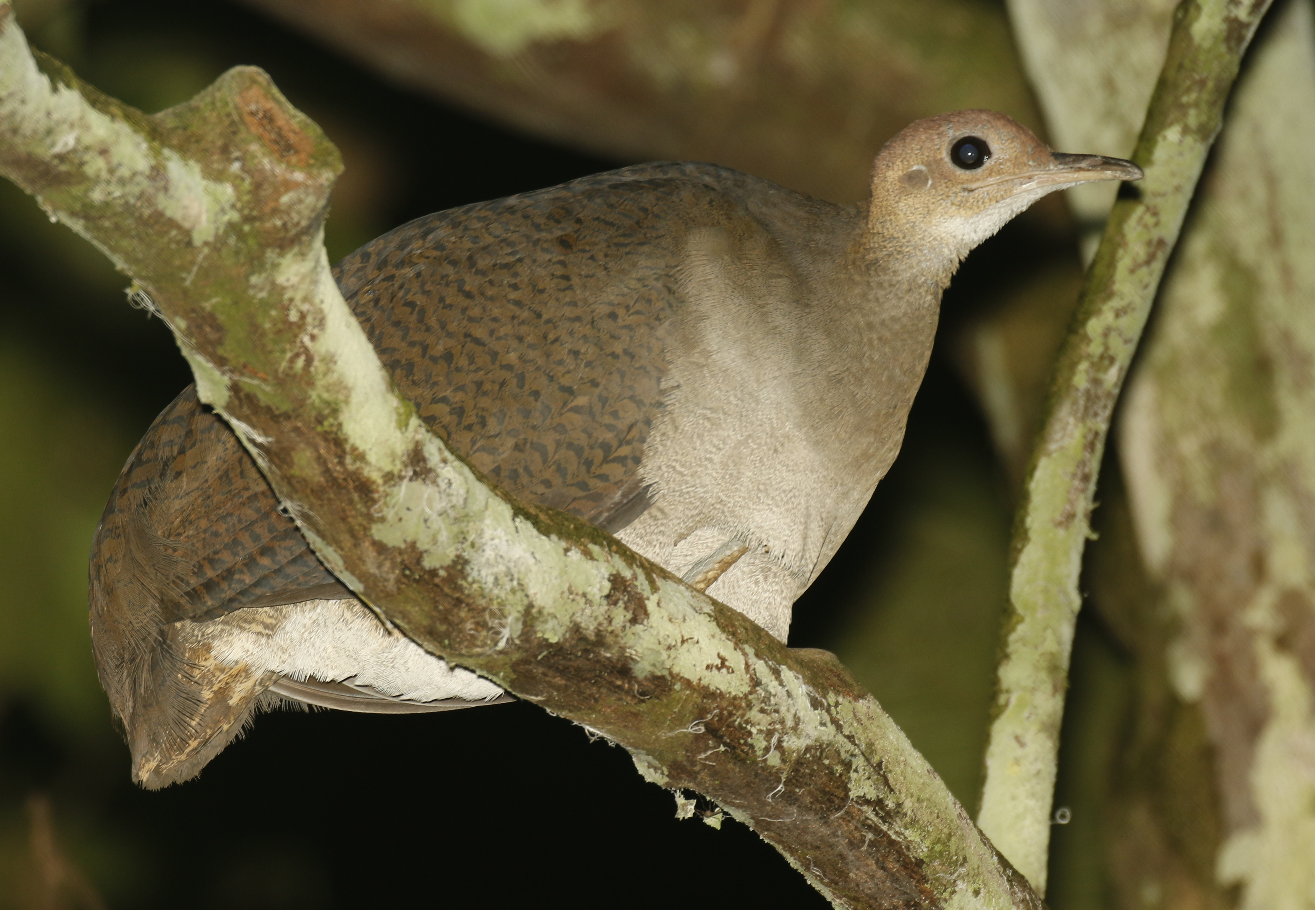
Великий тинаму (Tinamus major)

## Список південноамериканських тварин північноамериканського походження
Існуючі або вимерлі (†) південноамериканські таксони, предки яких мігрували з Північної Америки:
Земноводні
- Безногі товстошкірі черв'яги (Dermophiidae) — Dermophis glandulosus[en] — тільки на північному заході Колумбії[191]
- Безлегеневі саламандри (Plethodontidae)[n 31][180] — Bolitoglossa[192][193], Oedipina — лише на півночі континенту
- Жаб'ячі (Ranidae)[170] — лише на півночі континенту

Плазуни
- Черепахи (Testudines)
  - Кайманові черепахи (Chelydridae) — південноамериканська кайманова черепаха[en] (Chelydra acutirostris) — лише на північному заході континенту
  - Прісноводні черепахи (Emydidae) — червоновухі черепахи (Trachemys)
  - Лісові черепахи (Geoemydidae) — американські лісові черепахи (Rhinoclemmys)[194] — лише на півночі континенту
- Змії (Serpentes)
  - Аспідові (Elapidae) — коралові аспіди (Micrurus)[195][196]
  - Гримучникові (Crotalinae) — страхітливий гримучник або каскавела (Crotalus durissus)[197], рогата жарарака (Bothriechis schlegelii), свиноносі гримучники[en] (Porthidium), списоголові змії (Bothrops), бушмейстери (Lachesis)[198]

Птахи
- Американські вівсянки (Emberizidae)[174][199]
- Трогонові (Trogonidae) — трогони (Trogon)[200]
- Кондори — андійський кондор (Vultur gryphus), †Dryornis, †Geronogyps, †Wingegyps, †Perugyps[201][202][203][n 32]

Ссавці
- Коротковухі бурозубки (Cryptotis) — лише на північному заході континенту
- Гризуни (Rodentia)
  - Гоферові (Geomyidae) — дар'єнський гофер[en] (Heterogeomys dariensis) — лише в Колумбії
  - Гетеромишові (Heteromyidae) — гетеромиші (Heteromys) — лише на північному заході континенту
  - Хом'якові (Cricetidae) — переважно сигмодонтові хом'яки (Sigmodontinae), не-сигмодонтових лише два види на півночі континенту[n 33]
  - Вивіркові (Sciuridae) — вивірки (Sciurus), карликові білки (Microsciurus), неотропічна карликова білка (Sciurillus pusillus) — лише на півночі і в центрі континенту
- Кролики (Sylvilagus) — бразильський кролик або тапеті (Sylvilagus brasiliensis), флоридський кролик (Sylvilagus floridanus), венесуельський кролик (Sylvilagus varynaensis) — лише на півночі і в центрі континенту
- Непарнокопитні (Perissodactyla)
  - Тапірові (Tapiridae) — Центральноамериканський тапір (Tapirus bairdii), †T. cristatellus[en], гірський тапір (T. pinchaque),  †T. rondoniensis[en], південноамериканський тапір (T. terrestris)
  - Коневі (Equidae) — дикий кінь (Equus ferus), †гіппідіон (Hippidion]])[n 34]
- Парнокопитні (Artiodactyla)
  - Пекарієві (Tayassuidae) — †Sylvochoerus[80], †Waldochoerus[80], звичайний пекарі (Tayassu pecari), чакський пекарі (Catagonus wagneri), таясу (Dicotyles tajacu)
  - †Палеомерицидові (Palaeomerycidae) — сурамерикси[en] (Surameryx)[81]
  - Оленеві (Cervidae) — †Antifer, †Morenelaphus, †Agalmaceros, білохвостий олень (Odocoileus virginianus), Болотяний олень (Blastocerus dichotomus), Пампасовий олень (Blastocerus dichotomus), мазами (Mazama), пуду (Pudu), андійські олені (Hippocamelus)
  - Верблюдові (Camelidae) — гуанако (Lama guanicoe), вікунья (Vicugna vicugna), †Eulamaops, †Hemiauchenia, †Palaeolama
- †Гомфотерієві (Gomphotheriidae) — Cuvieronius hyodon, Notiomastodon platensis[n 35]) – родичі слонів[84]
- Хижі (Carnivora)
  - Видрові (Lutrinae) — американські видри (Lontra), гігантська видра (Pteronura brasiliensis)
  - Мустелові (Mustelinae) — тайра (Eira barbara), гризони (Galictis), патагонська ласиця (Lyncodon patagonicus), візони (Neogale)
  - Скунсові (Mephitidae) — андійський свнорилий скунс (Conepatus chinga), патагонський свинорилий скунс (C. humboldtii), смугастий свинорилий скунс (Conepatus semistriatus)
  - Ракунові (Procyonidae) — ракун-крабоїд (Procyon cancrivorus), носухи (Nasua), гостроносухи[en] (Nasuella), кінкажу (Potos flavus), олінго (Bassaricyon), †Cyonasua, †Chapalmalania
  - Ведмедеві (Ursidae) — очковий ведмідь (Tremarctos ornatus), †Arctotherium[207]
  - Вовки — †Canis gezi, †C. nehringi, †A. dirus – останній був поширений на південь аж до південної Болівії[208])[209][210]
  - Сіра лисиця (Urocyon cinereoargenteus)[n 36] (Urocyon cinereoargenteus) — лише на північному заході континенту
  - Інші псові (Canidae) — †Dusicyon,[211][212] †Theriodictis, †Protocyon, коротковухий пес (Atelocynus microtis), майконг-крабоїд (Cerdocyon thous), зорро (Lycalopex), гривастий вовк (Chrysocyon brachyurus), чагарниковий пес (Speothos venaticus)
  - Малі котові (Felidae) — усі 9 видів південноамериканських леопардів (Leopardus), зокрема оцелот (Leopardus pardalis)
  - Пума (Puma concolor)
  - Ягуарунді (Herpailurus yagouaroundi)
  - Ягуар (Panthera onca)
  - †Американський лев (Panthera atrox) — рештки були виявлені в Перу[213], Аргентині і Чилі[214], однак, перший набір решток був пізніше ідентифікований як такий, що належить ягуару[215], а другий набір решток від самого початку був класифікований як рештки ягуара
  - †Смілодони (Smilodon) (Smilodon gracilis,[216] S. fatalis,[217] S. populator)
  - †Махайродові (Machairodontinae) — Xenosmilus, Homotherium — були поширені на південь аж до Уругваю[218] та Венесуели[219][220][216]
- Рукокрилі (Chiroptera)
  - Лійковухові[60] — кубинський ліковух (Chilonatalus micropus), бразильський ліковух (Natalus macrourus), тринідадський лійковух (N. tumidirostris)
  - Лиликові[60]

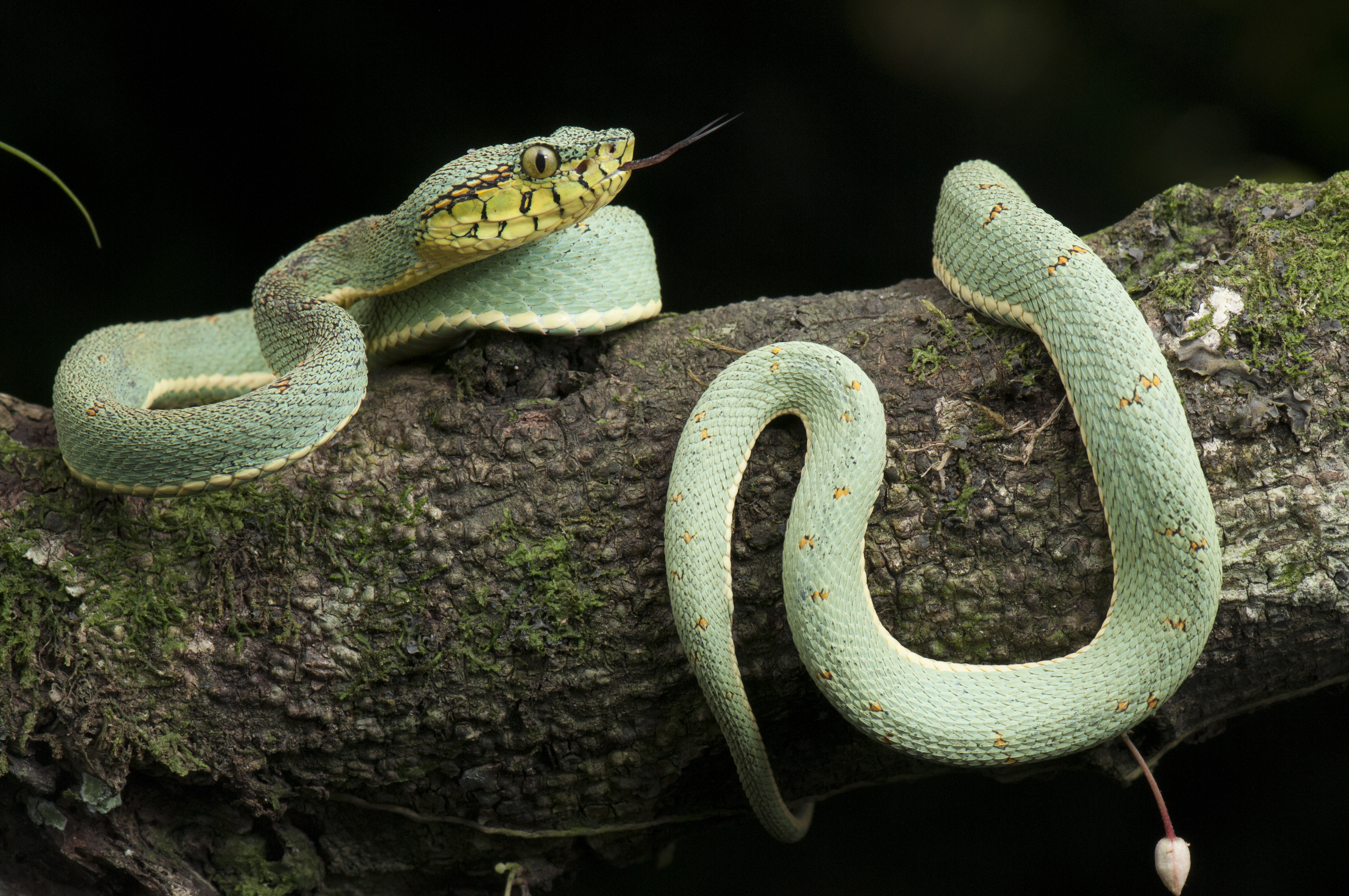
Зелена жарарака[en] (Bothrops bilineatus)
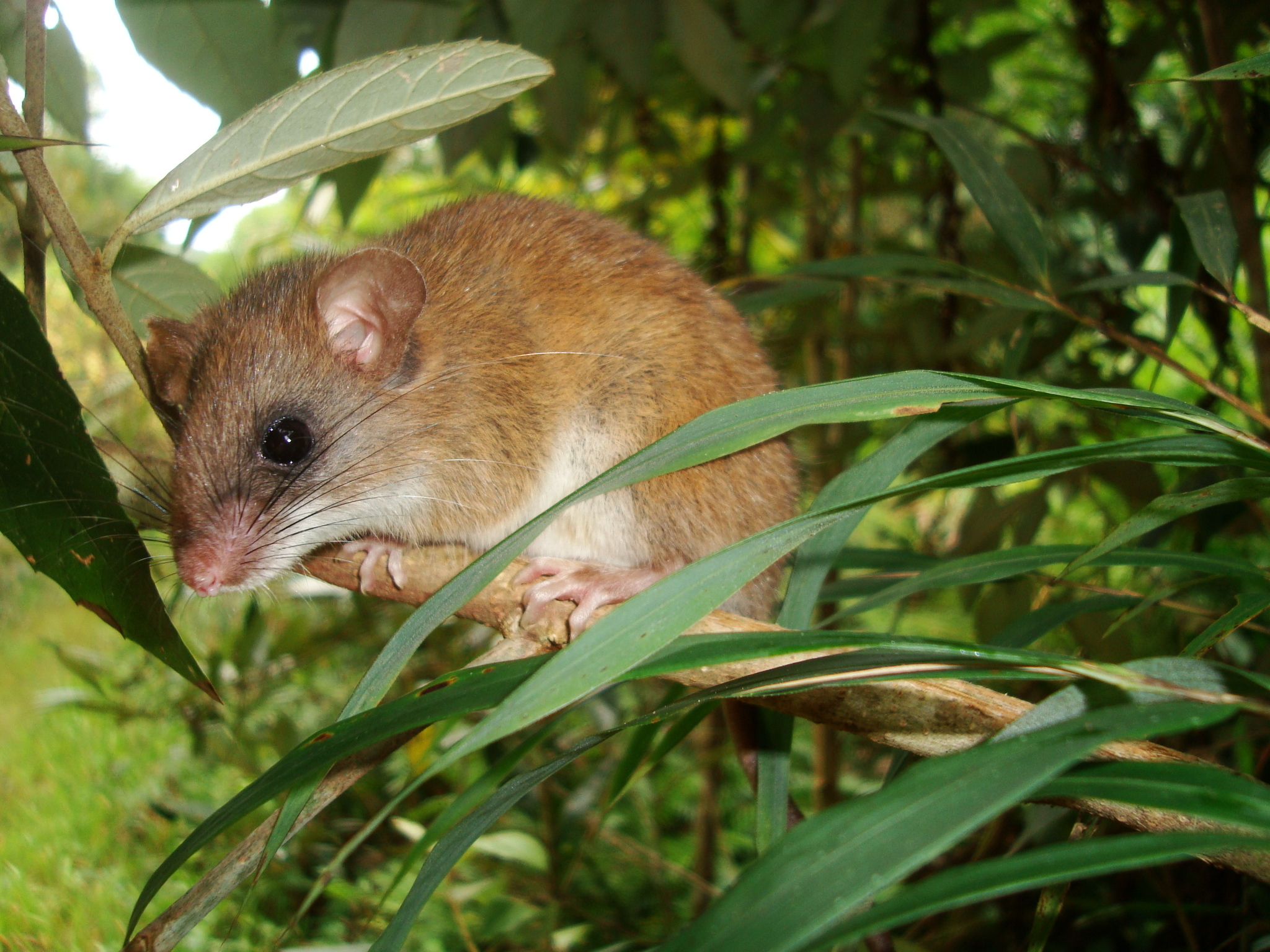
Серра-ду-марський рисовий хом'як (Drymoreomys albimaculatus)
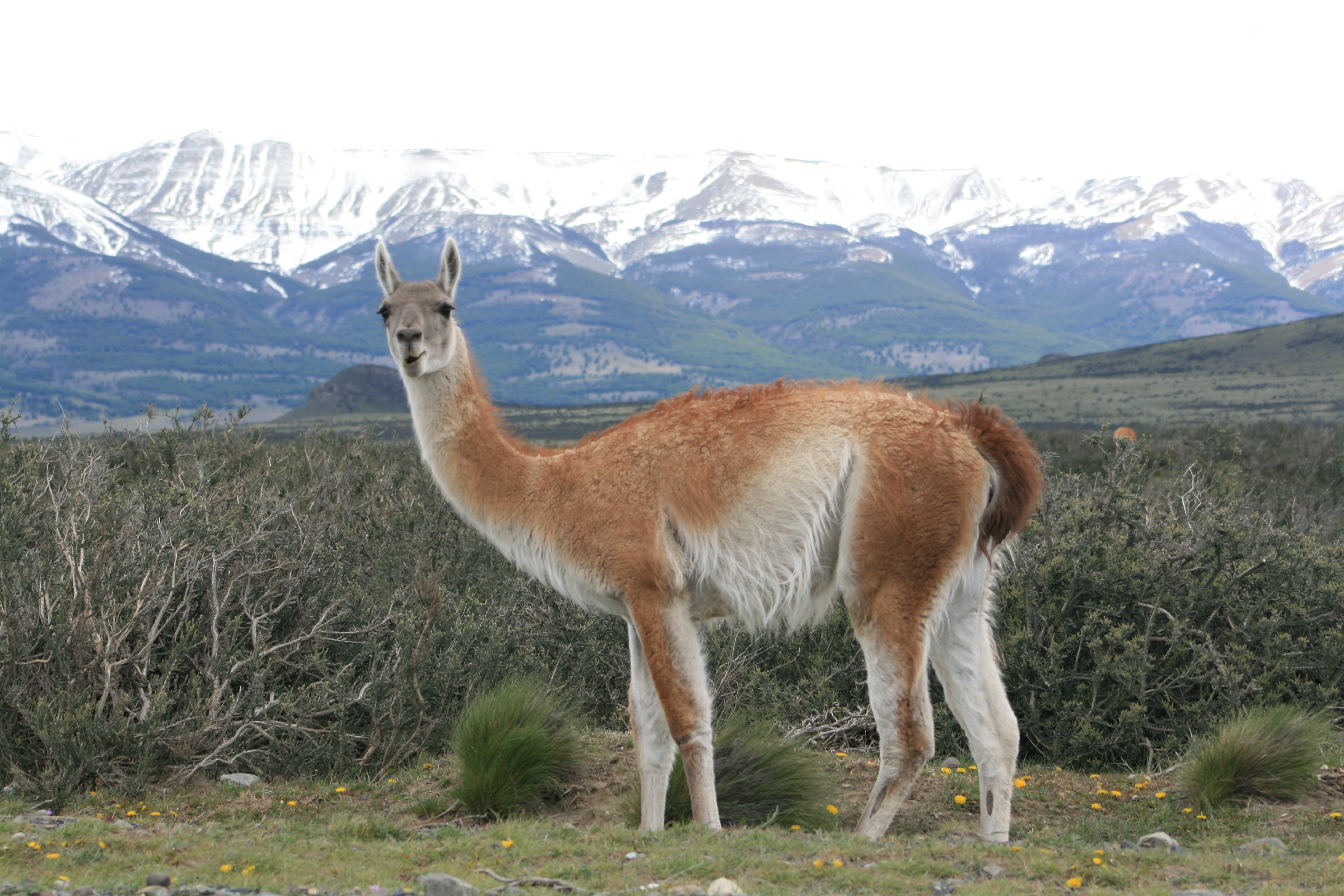
Гуанако (Lama guanicoe)
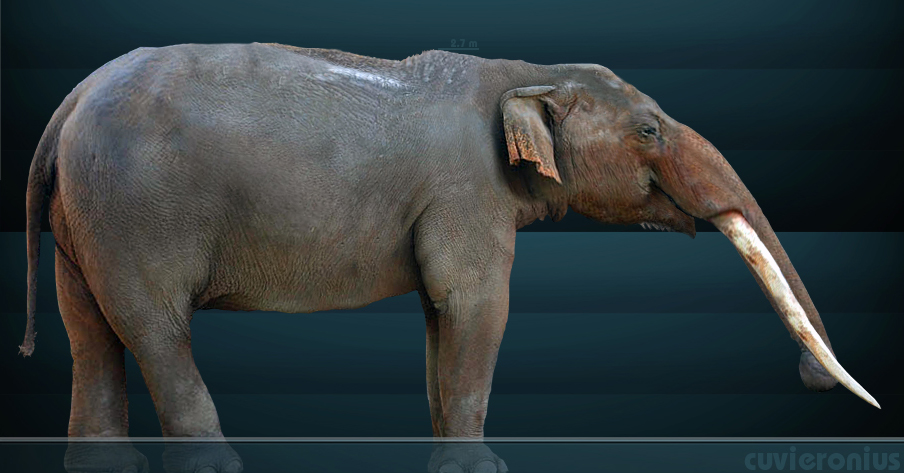
Cuvieronius hyodon (Cuvieronius hyodon)
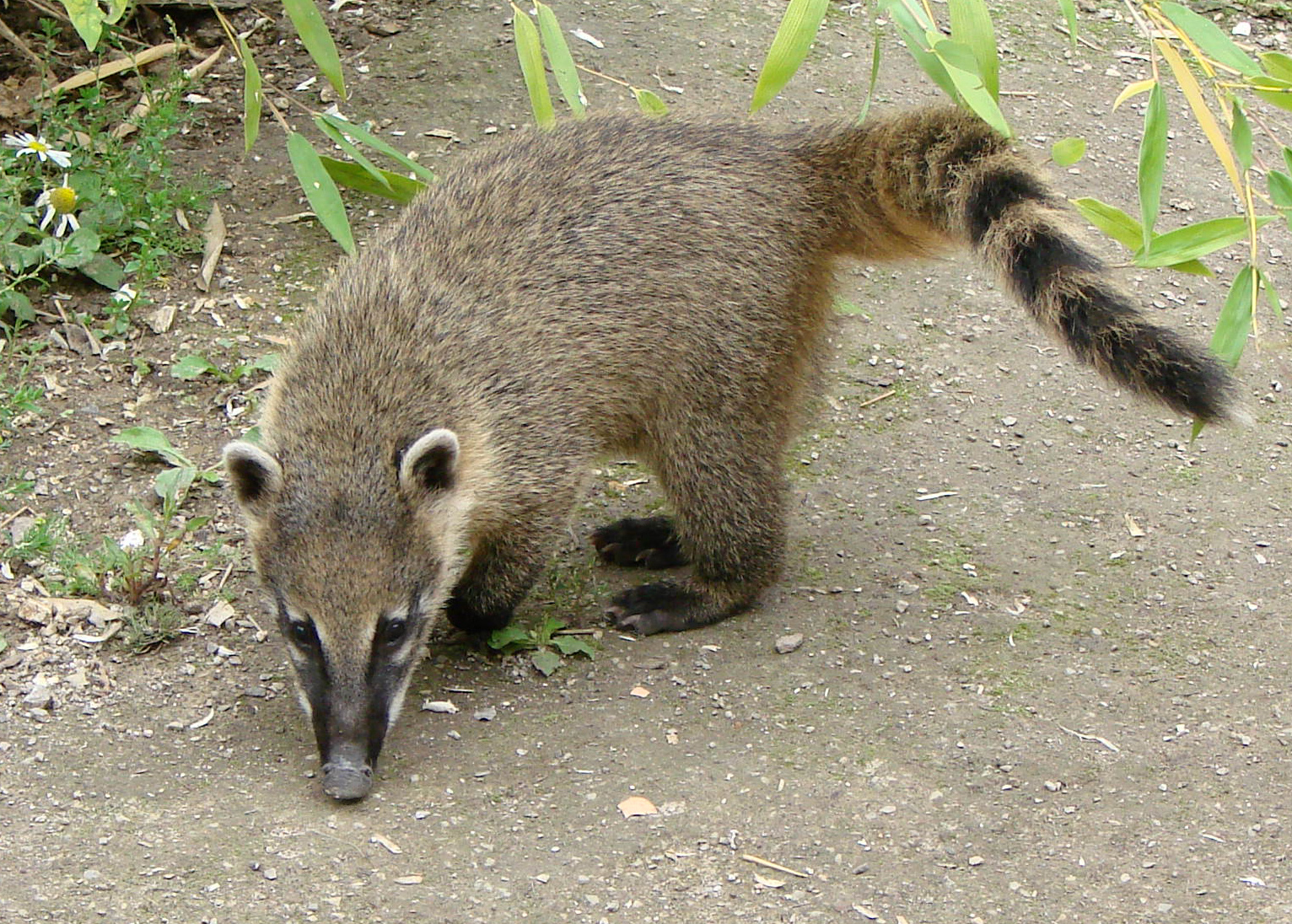
Амазонська носуха (Nasua nasua)
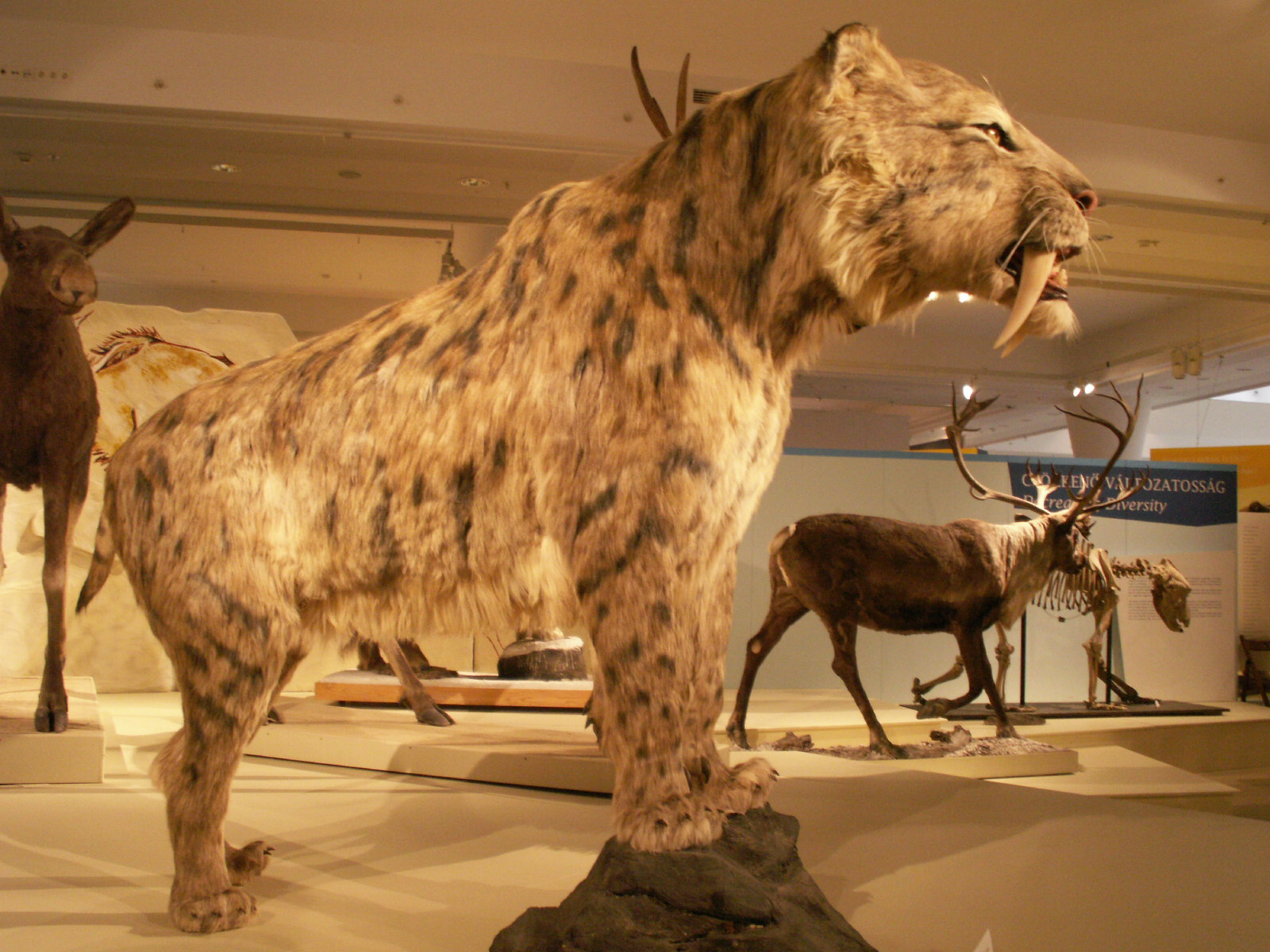
Смілодон (Smilodon populator)